# Glossar von Begriffen aus dem Drag Racing
In diesem Glossar von Begriffen aus dem Drag Racing werden offizielle Fachausdrücke und im Fahrerjargon gebräuchliche Bezeichnungen dieser Sportart erklärt.
Da Drag Racing eine sehr stark amerikanisch geprägte Sportart ist, sind viele Ausdrücke unübersetzt und in amerikanischer Schreibweise ins Deutsche übernommen worden.
Anmerkung: Am Ende des Glossars findet sich eine Sammlung von Bildern, welche die erklärten Begriffe (dort fettkursiv) illustrieren

## A
AHRA
die American Hot Rod Association (AHRA) ist eine Organisation und der Veranstalter für Aktivitäten im Bereich Sportsman-Drag-Racing in den USA
Air Box
Dieses Bauteil wird hauptsächlich bei Pro Stock-Motorrädern verwendet. Es leitet die „Unterdruckluft“ um die Vergaser herum ab, ähnlich wie dies bei einer Motorhaubenhutze bei einem Auto der Fall ist.
Air Foil
(deutsch etwa: Tragfläche) aerodynamisches Hilfsmittel mit Tragflächenprofil – ein Stabilisator, der im Allgemeinen zur Erzeugung von Abtrieb dient und so die Stabilität und die Haftung der Reifen auf der Fahrbahn bei hohen Geschwindigkeiten erhöht.
Air Shifter
Bei diesem System werden die Gangwechsel nicht mechanisch (über ein Gestänge), sondern pneumatisch (durch Knopfdruck) ausgeführt, das ermöglicht deutlich schnelleres Durchschalten des Getriebes.
Alcohol
So wird im US-Drag Racing Methanol genannt, wenn es als Treibstoff verwendet wird.
All-Run-Format
Ein Rennformat, bei dem Punkte für Siege und Niederlagen vergeben werden und Bonuspunkte für die schnellsten Zeiten. Dieses Rennformat wird bei ausgewählten Veranstaltungen anstelle von Ausscheidungsrennen eingesetzt. So können alle Teilnehmer unabhängig von ihrer Leistung in der vorherigen Runde an jeder Rennrunde teilnehmen – und den Fans so mehr Rennen bieten (auch als Cannonball bezeichnet).
Altered
Ein auf einer bekannten Karosserie basierendes Fahrzeug, aber radikal umgebaut (z. B. Fiat Topolino mit verlängertem Rahmen und V8-Motor).
Auslaufzone (engl. Top End o. Shutdown Area)
Bereich am Ende der Rennstrecke (nach der Ziellinie), in dem die Fahrzeuge abgebremst werden. Die Auslaufzone ist übrigens deutlich länger als die eigentliche Rennstrecke.

## B
Backpedal
Ein kurzes "vom-Gas-gehen" durch Anheben des Pedals, um die Traktion wiederherzustellen oder einen tire shake (Reifenschütteln) zu vermeiden oder zu stoppen.
Bang the Blower
Eine Explosion im Kompressor. Sie wird durch eine Flamme aus dem Verbrennungsprozess verursacht, die in den Kompressor zurückströmt, wo sich Kraftstoff und Luft befinden. Die Ursache ist in der Regel ein festsitzendes oder defektes Einlassventil, das normalerweise während der Verbrennung geschlossen wäre.
Birdcatcher
Fahrerjargon für den oben auf dem Rootsgebläse sitzenden Ansaugtrakt.
Blower (auch Supercharger)
Der Kompressor (meist als Roots-Gebläse): Die einströmende Luft wird mechanisch komprimiert und ermöglicht so eine beachtliche Leistungssteigerung. Der Kompressor wird über einen Treibriemen von der Kurbelwelle angetrieben.
Blow Over
Ein plötzliches Aufsteigen des Dragsters durch brachialen Leistungszuwachs oder plötzlicher Grip, der bis zum totalen Überschlag führen kann.
Bracket
Der obere und untere „E.T.“-Index begrenzt eine Klasse. Die gewählte Zeit ist am Fahrzeug vermerkt (z. B. 8:30 Sekunden).
Breakout (Ausbruch)
Wird nur im „Handicap-Racing“ verwendet. Bezieht sich auf ein Fahrzeug, das schneller fährt als vom Fahrer erwartet. Der ausbrechende Fahrer verliert, es sei denn, sein Gegner bricht schneller aus oder begeht ein schwerwiegenderes Foul, z. B. zu frühes Losfahren (siehe „Foulstart“) oder Überfahren der Mittellinie.
Bump
Der unterste (letzte) Platz im Starter-Feld, in der Regel die Qualifikationsposition Nr. 16. Auch „Bubble“ oder „The Bump“ genannt.
Bumpspot
Die Zeit, die erreicht werden muss, um sich für das Rennen zu qualifizieren.
Bumped
(Rückschritt)  Wenn ein Rennfahrer von einer höheren Qualifikationsposition auf eine niedrigere zurückgesetzt wird, nachdem sich ein anderer Teilnehmer verbessert hat.
Bunny Ears (Hasenohren)
Ausdruck für die großen, deutlich sichtbaren Auspuffflammen der Top–Fuel–Dragster (besonders bei Nacht).
Burn down
eine Situation an der Startlinie, in der beide Fahrer in Pre-Stage verharren, ohne die Bereitschaft in Stage vorzuziehen, um sich einen Vorteil gegenüber ihrem Konkurrenten zu verschaffen (zum Beispiel dessen Motortemperatur nach oben zu treiben). Nach einiger Zeit fordert der Chefstarter die Kontrahenten durch Winkzeichen auf vorzuziehen. Sobald ein Teilnehmer die Position Stage erreicht hat, hat sein Gegner (normalerweise) sieben Sekunden Zeit, um nachzuziehen, andernfalls wird er disqualifiziert, – im Deutschen wird dieses verzögernde Verhalten an der Ampel als „Abkochen“ bezeichnet und gilt als schlechter Stil.
Burned piston
Wenn ein Zylinder zu mager läuft (zu viel Luft im Kraftstoff-Luft-Gemisch) und übermäßige Hitze den Kolben verbrennt oder schmilzt.
Burn-out
Die Antriebsräder (meist die Hinterreifen) werden vor dem Lauf im Wasser gedreht, um sie aufzuwärmen und zu reinigen und auf der Strecke für bessere Traktion zu sorgen.
Bye-Run
hat eine Klasse für die Eleminations eine ungerade Zahl von Startern, erhält der Top-Qualifyer einen Sololauf. Manche Fahrer absolvieren diesen Run (den sie ja nicht verlieren können) sehr vorsichtig und materialschonend (langsam). Im Englischen gibt es dafür den Begriff „driving Miss Daisy“.

## C
Cacklefest (cackling pipes)
in den 1960er Jahren liefen die alten Front-engine TF-Dragster bereits nach dem Anlassen unter Nitro. Das typische harte Knallen der Nitro-Zündungen in den Brennräumen das aus den kurzen Auspuffrohren („pipes“) zu hören war, wurde lautmalerisch cackling (wörtlich: gackern) genannt. Standen zwei TF dann an der Startampel, wurde diese beeindruckende Geräuschkulisse als Cacklefest bezeichnet. Moderne TF schalten die Nitro-Einspritzung erst beim „Launch“ zu. Es gibt in den USA Nostalgia-Veranstaltungen mit dem Namen „Cacklefest“.
Christmas Tree („Weihnachtsbaum“)
Die Startampel, auch kurz nur „Tree“ genannt, ist die elektronische Startvorrichtung zwischen den Bahnen an der Startlinie.
Chute
Die Abkürzung für den Bremsschirm, der dazu dient, das Auto (manchmal auch das Motorrad) am Ende des Rennens abzubremsen und zu stabilisieren. Fahrerjargon für das Auslösen des Bremsschirmes: „Showing the Laundry“ (die Wäsche zeigen/raushängen).
Clutch Can
Das glockenförmige Gehäuse, auch „bellhousing“ genannt, umschließt die Kupplung und das Schwungrad.
Clutch Dust
Der dicke, schwarze Rauch, der aus dem Heck der Fahrzeuge vieler Profi-Klassen austritt. Er ist ein normales Nebenprodukt der Reibung und Erosion von Carbon-Kupplungsscheiben beim vollständigen Einkuppeln.
Clutch Lockup
Der Verlauf des Kupplungs-Zungriffs wird durch ein einstellbares, zeitgesteuertes Luftdruck-System gesteuert.
Competition Cars
Eine Fahrzeuggruppe, in der die Klassen Altered (siehe oben) und Dragster (siehe unten) zusammengefasst sind.
Competition Bikes
Früher die „offene Klasse“ der Motorrad-Dragster, die sämtliche Modifikationen am Motor und sogar Mehrfachmotoren bzw. Automotoren erlaubte. Heute ist es ein Sammelbegriff für Motorräder der größeren Klassen.

## D
Deep Stage
Ein Fahrzeug rollt an der Lichtschranke im Startbereich ein paar Zentimeter weiter nach vorne, was durch das Erlöschen der Prestige-Lichter an der Ampel angezeigt wird. In dieser Position ist der Rennfahrer näher an der Ziellinie und auch näher an einem Fehlstart (red light).
Delay Box
Ein elektronisches Gerät zur Verbesserung der Reaktionszeit, das es einem Fahrer ermöglicht, den Lauf zu starten, indem er schon beim ersten Aufleuchten der gelben Startlichter einen Knopf mit der Hand loszulassen (anstatt den Gashebel erst bei Grün mit dem Fuß zu betätigen). Das loslassen des Knopfes startet einen voreingestellten Timer.
Dial-In
Vorausberechnete Zeit, die ein Fahrzeug benötigt, um die Viertel- oder Achtelmeile zurückzulegen, üblicherweise auf 1/100stel Sekunde genau gemessen. Dial-Ins werden verwendet, um unterschiedlichen Fahrzeuge in Ausscheidungsrennen gleiche Chancen zu bieten. Bei einem Ausscheidungslauf werden die beiden Dial-Ins gegeneinander verrechnet, und das langsamere Fahrzeug erhält die Differenz als Vorsprung.
Dial-Under
der Begriff wird in den Klassen Super Stock und Stock verwendet, wenn ein Fahrer eine Zeit wählt, die schneller ist als der nationale Index. Fahrer wählen einen Dial-Under (ET), von dem sie glauben, dass ihr Auto aufgrund ihrer bisherigen Leistung zu fahren im Stande ist.
Diaper („Windel“)
Eine saugfähige Decke aus ballistischem Material, oft Kevlar, umschließt die Ölwanne und hält im Falle einer Motorexplosion Öl und Teile zurück. Erforderlich für Top Fuel, Funny Car, Top Alcohol Dragster und Top Alcohol Funny Car.
Digger („Bagger“)
ein anderes Wort für Rennfahrzeuge in Dragster-Bauweise. Im deutschsprachigen Raum manchmal: „Kranausleger“.
DNQ
Did not qualify –> nicht qualifiziert.
DNS
Did not start  –> nicht gestartet, z. B. wegen Technische. Probleme nach dem Burnout. Wenn ein Teilnehmer gar nicht an der Startlinie erscheint nennt man das „no show“
Doorslammer
Ein Rennfahrzeug mit funktionsfähigen Türen (im Gegensatz zu einem Dragster oder Funny Car).
Drag Bike
Motorräder, die speziell für das Drag Racing (Beschleunigungsrennen) konstruiert oder modifiziert wurden. Drag Bikes zeichnen sich insbesondere durch großvolumige, meist aufgeladene Motoren mit sehr hoher Leistung sowie durch (in den meisten Klassen) breite Antriebsräder und sogenannte „Wheeliebars“ aus.
Dragster
Rennwagen (Monoposto), die speziell für Drag Racing gebaut wurden und sich durch einen extrem langen Radstand und eine schmale Spur auszeichnen. Sie fahren in verschiedenen Klassen: mit Benzin- oder Methanolmotoren sowie mit Nitromethan-Antrieb in der TOP FUEL-Klasse.
Dagstrip
Die bei Beschleunigungsrennen verwendete gerade Strecke mit zwei parallel verlaufenden Fahrbahnen. Die üblichen Distanzen vom Start bis zum Ziel betragen, für alle Sportsman-Klassen und Pro-Klassen (außer Top Fuel) 402,34 m (Viertelmeile), beziehungsweise 201,17 m (Achtelmeile). Für die Klasse Top Fuel Dragster und TF-Funny Car ist seit 2008 (2012 in Europa) aus Sicherheitsgründen eine verkürzte Distanz von 304,80 m (1.000 Fuß) vorgeschrieben. Die Mindestbreite der Strecke und der Auslaufzone soll nicht weniger als 15,2 m (50 Fuß) betragen.
Dropped cylinder
Wenn ein Zylinder zu fett läuft (zu viel Kraftstoff im Luft-Kraftstoff-Gemisch) und die Zündkerze(n) nicht zündet/zünden. Wenn eine Zündkerze nicht zündet, verringert sich die Gesamtleistung des Motors erheblich. Ein ausgefallener Zylinder ist oft daran zu erkennen, dass umverbrannter Kraftstoff aus dem Auspuffkrümmer austritt.

## E
„Eddie-Hill-Rule“
Eine Reglement-Änderung, die besagt, dass ein Fahrer in der "KO-Runde" nicht mehr zwingend dasselbe Fahrzeug verwenden muss wie im Qualifying. Benannt nach dem US-Dragracer Eddie Hill.
Elapsed Time (e.t.)
Die Zeit, die ein Fahrzeug benötigt, um von der Startlinie zur Ziellinie zu gelangen, also die REINE Laufzeit ohne die ebenfalls zum Ergebnis zählende Reaction Zimt (r.t.). Das Resultat eines Trainings- oder eines Rennlaufs wird auf die Tausendstelsekunde genau gemessen und auf den großen Tafeln neben der Strecke (Scoreboards) angezeigt.
Eliminations („Ausscheidungen“)
Der Teil einer Veranstaltung, der den Rennsieger ermittelt, findet in der Regel am Sonntag statt. Es treten jeweils zwei Fahrzeuge gleichzeitig an, sodass es einen Sieger und einen Verlierer gibt. Die Gewinner fahren in einem turnierähnlichen Wettbewerb weiter, bis nur noch einer übrig ist.
European Drag Racing Championship
die Europameisterschaft wird alljährlich sowohl für Cars (durch die FIA), als auch für Bikes (durch die FIM) ausgetragen.

## F
First IS Worst („Der Erste IST der Schlimmere“)
Wenn beide Fahrer einen etwa gleich schweren Regelverstoss (Foul) begehen, kommt der Fahrer mit dem späteren Foul weiter. Beispiel: Bei einem Bracket-Rennen überfährt X1 die rote Ampel und X2 verfehlt den Index – in diesem Fall wird X2 jedoch nicht disqualifiziert. Die letzte Entscheidungsinstanz für solche Entscheidungen ist der Rennleiter.
First OR Worst („Der Erste ODER der Schlimmere“)
Grundregel (siehe drüber): Wenn beide Fahrer ein Foul begehen, verliert der Fahrer, der zuerst das Foul begeht.  – Es sei denn, es handelt sich um zwei separate Fouls. In diesem Fall verliert der Fahrer, der das schlimmere Foul begangen hat (ein Spurverstoß ist schlimmer als ein falscher Start, und die Nichtteilnahme an einer Kontrolle nach dem Rennen ist am schlimmsten).
Fire Bottles
Der umgangssprachliche Begriff für Feuerlöscher. In einigen Fällen wird der Feuerlöscher durch eine Druck- oder Zugsteuerung im Fahrzeug aktiviert.
Flat out
häufig verwendeter Begriff für Vollgas (synonym für: mit voller Kraft voraus, so schnell wie möglich oder ohne Unterbrechung).
Flopper
Ein anderer Begriff für Fahrzeuge in Funny-Car-Bauweise (hochklappbare Karosserie-Verkleidung).
Flow Chart (siehe auch Ladder)
Eine Skizze, die die Fahrerpaarungen in den Ausscheidungsrunden zeigt. Sie basiert auf den Ergebnissen der Qualifikationsrunde. Zum Beispiel: der erste gegen den sechzehnten, der zweite gegen den fünfzehnten usw.
Foul start
Auch als red light (Rotlicht) bekannt. Wenn ein Fahrzeug die Startlinie vor dem grünen Licht verlässt, das durch das rote Licht am Baum angezeigt wird. Bei einem Fehlstart in der Ausscheidungsrunde wird der Fahrer vom weiteren Wettkampf ausgeschlossen (es sei denn, sein Gegner begeht einen schwereren Verstoß). Ein Rotlicht in der Qualifikation hat keinen Einfluss auf den Versuch des Fahrers; seine Zeit zählt weiterhin für die Qualifikation. Im Fahrer-jargon auch als „he left a Cherry on the tree“ (er ließ eine Kirsche am Baum – für das Rotlicht an der Startampel/tree) bezeichnet.
Front-engine dragster
bis in die 1970er  Jahre die gängige Bauform für Dragster. Der Motor war vor dem Fahrer eingebaut, der über der Hinterachse saß. Diese Konstrucktionsform birgt durchaus Gefahren durch Trümmer und Flammen bei Motorexplosionen. Auch war die Sicht nach vorne (im besonderen durch die hochaufragenden Kompressoren) beeinträchtigt. Nach einer schweren Kupplungsexplosion stellte vor allem Don Garlits diese Konstruktionen in Frage und entwickelte die Rear-engine-Bauweise (siehe dort), die sich dann auch durchsetzte. Heute werden Front-engines noch bei Nostalgia-Serien eingesetzt (mit modernen zusätzlichen Sicherungssystemen für den Fahrer).
Fuel
Im Drag Racing ist dies auch die Bezeichnung für das Nitromethan, das in einigen Klassen verwendet wird. Die Bezeichnung für herkömmlichen Kraftstoff lautet Petrol oder Gasoline.
Full Tree („Vollständiger“ oder „kompletter Baum“)
Wird in den Klassen Comp, Super Stock, Stock, Top Dragster und Top Sportsman eingesetzt, bei denen ein Handicap-Startsystem den Wettbewerb gleichstellt. Die drei gelben Lichter blinken im Abstand von fünf Zehntelsekunden nacheinander, fünf Zehntelsekunden später folgt das grüne Licht. Durch dieses „Pacing“ können sich die Piloten der „Amateurklassen“ (im Gegensatz zum „Pro Tree“ mit gleichzeitig aufleuchtenden gelben Lichtern) besser auf das grüne Licht (Start) vorbereiten.
Funny Car
Fahrzeuge mit einer einteiligen, komplett aufklappbaren Karosserie aus Kunststoff oder Carbon.

## G
Goose Eggs
Fahrer-Jargon für eine perfekte Reaktionszeit an der Ampel (.000).
Go-juce
Fahrer-Jargon für Nitrous Oxide (Lachgas) Go-juce-bottle = Lachgasflasche.
Grip
Die Haftreibung der Antriebsräder auf der Strecke. Sie ist im Drag Racing entscheidend.
Groove („Spurrille“)
Die von anderen Fahrzeugen auf der Rennstrecke zurückgelegte Traktionsspur. Erkennbar an einer dunkleren, weniger glänzenden Oberfläche auf der Bahn.
Guard Beam
Eine Lichtschranke, die sich 40 cm hinter dem Stage-Lichtschranke befindet und verhindert, dass sich ein Teilnehmer einen unfairen Vorteil an der Startlinie verschafft, indem er die Stage-Lichtschranke mit einem niedrig angebrachten Gegenstand wie einer Ölwanne oder einem Sammelrohr blockiert. Wird der Guard Beam aktiviert, während die Stage-Lichtschranke noch blockiert ist, leuchtet das rote Foul-Licht an der Startampel auf und der Auslösende wird automatisch disqualifiziert.

## H
Handicap
Der Vorsprung des langsameren Fahrzeugs in einem Rennen mit zwei Fahrzeugen unterschiedlichen Leistungspotenzials (Bracket Race). Wird in den Klassen Comp, Super Stock, Stock, Top Dragster und Top Sportsman verwendet. Das langsamere Fahrzeug erhält einen Vorsprung, der sich nach der Zeitdifferenz der beiden Dial ins richtet. Beispiel: Fahrzeug „A“ wählt 13:50 Sekunden, Fahrzeug „B“ 12:50. Fahrzeug „A“ erhält einen Vorsprung von einer Sekunde.
Header(s)
Ein fein abgestimmtes Abgassystem, das die Abgase vom Motor ableitet; ersetzt herkömmliche Abgaskrümmer. Im Drag Racing ist es die Bezeichnung der Bauweise bei der die Rohre einzeln gehalten sind (im Gegensatz zum „Mainfold“).
Header Flames
Die meterlangen Auspuffflammen der Top Fuel Dragster. Besonders gut zu sehen bei der Night-Runs.
Heads-Up
Kein Handicap-Unterschied zwischen zwei Fahrzeugen. Beide Fahrzeuge verlassen gleichzeitig die Startlinie. Normalerweise leuchtet Grün  0,4 Sekunden nach Gelb. Auch bekannt als Pro-Start.
Hemi
Ein Motor mit einem halbkugelförmigen Brennraum (ähnlich einer halbierten Kugel), für seine außergewöhnliche Effizienz bei Aufladung im Drag Racing geschätzt wird.
Hole shot
Wenn ein Fahrer mit einer langsameren ET als sein Gegner eine Ausscheidungsrunde gewinnt, weil er eine bessere Reaktionszeit hatte, also als Erster die Startlinie verlassen hat.
Hot rod
Die amerikanische Bezeichnung für alle getunten Motoren und Autos. Dieser Begriff wird auch für getunte Autos verwendet, die vor 1950 gebaut wurden. Die Basis bilden meist US-Fahrzeuge aus den 20er und 30er Jahren.
(going) hydraulic
Der umgangssprachliche Begriff beschreibt einen kapitalen Motorschaden, bei dem große Mengen unverbrannter Kraftstoff während der Kompression in einem Zylinder nicht zünden. Da eine Flüssigkeit nicht komprimiert werden kann, wird die enorme Kraft des Kompressionshubs des Kolbens auf den Zylinderkopf gerichtet, der dann vom Motor abgesprengt wird (oder die Zylinderwand, die aus dem Motor herausgesprengt wird).

## I
IHRA
Die International Hot Rod Association (IHRA) ist nach der National Hot Rod Association (NHRA) der zweitgrößte Sportverband für Drag Racing in Nordamerika.
Index
Eine Zeit, die die Dauer eines Rennens in einer bestimmten Klasse regelt (in „Super Pro ET“, „Super Comp“ und „Super Gas“). Indizes ermöglichen es Fahrzeugen verschiedener Klassen, im selben Ausscheidungsrennen gegeneinander anzutreten.
In stage
Die Position eines Fahrzeugs, wenn das Vorderrad vor der Startlinie beide Lichtschranken ausgelöst hat (siehe auch Deep stage).
Intervall-Timers (Abschnittszeiten)
Zeitmessungen durch Lichtschranken in 60, 330, 660 und 1.000 Fuß zeichnen die ET von der Startlinie bis zu dem jeweiligen Punkt auf (siehe auch Timeslip).
I Saw Elvis at a Thousand Feet („Ich sah Elvis bei tausend Fuß“)
ursprünglich der Titel eines Buches des US-Drag-Racers John Force, inzwischen ein häufig genutzter Szene-Ausdruck für eine gefährliche Situation während eines Rennlaufes.

## L
Ladder (wörtlich „Leiter“)
Eine Rangliste für die Ausscheidungsrunde basierend auf den Qualifikationspositionen. Die, in der Qualifikation erzielte gute Leistung wird mit einen langsameren Gegner in der ersten Runde belohnt. Beispielsweise würde ein qualifiziertes Feld mit 16 Fahrzeugen die Paarung des Schnellsten (Nr. 1) mit dem Langsamsten (Nr. 16) beinhalten, während (Nr. 2) gegen (Nr. 15) usw. antritt.
Lane choice (Bahnwahl)
Bei den KO-Läufen darf der Teilnehmer mit der besseren Zeit in der Vorrunde eine Bahn wählen. Je nach Umgebungsbedingungen (Sonne, Wind etc.) oder Zustand der Strecke (Präparation, evtl. vorheriger Oildown auf einer Spur) ist die Lane choice unter Umständen ein nicht zu unterschätzender Vorteil.
Launch
das Überfahren der Startlinie bei Rennbeginn (nicht während des Burnout).
Line-Lock
Gerät, das den Flüssigkeitsdruck auf die Bremsen aufrechterhält. Dies erleichtert das Durchführen eines Burnouts.
Line up
Zone vor dem Vorstart, in dem sich die Pairing Lanes befinden, wo die Zweier-Paarungen für die nächste Rennrunde aufgestellt werden.
Loose
Wenn ein Auto aus der Spur gerät; zum Beispiel: “He got loose at about 60 feet.” „Er hat sich bei etwa 60 ft (18 Metern) gelöst.“
Loud pedal
Gaspedal oder Gashebel.

## M
Methanol
Synthetisch hergestellter reiner Methylalkohol; wird in einigen Top Methanol Dragstern und allen Top Methanol Funny Cars verwendet.
Mainfold
bei dieser Bauform der Auspuffrohre münden mehrere Krümmer in ein gemeinsames Endrohr. Dies wird bei Motorrädern als „4in1“ bezeichnet.

## N
Nitro
Nitromethan (CH3NO2) entsteht durch eine chemische Reaktion zwischen Salpetersäure und Propan. Der Hauptkraftstoff für Top Fuel Dragster, Funny Cars und Nitro-Dragster mit Einspritzung im Top Alcohol Dragster. Es ist nicht zu verwechseln mit Nitrous Oxide (Lachgas), das ebenfalls zur Leistungssteigerung der Motoren eingesetzt wird.
NHRA
Die National Hot Rod Association, die oberste Institution im US-Drag Racing.
NOS
eigentlich nur der Markenname von Lachgaseinspritzungssystemen des US-Herstellers „Nitrous Oxide Systems Inc.“ ist das Kürzel auf Grund der großen Verbreitung der Anlagen zum Synonym für lachgasunterstützte Rennfahrzeuge („er fährt ein NOS-car / NOS-bike“) geworden.

## O
Oildown
Wenn ein Rennwagen Öl aus dem Motor auf die Rennstrecke abgibt und so eine Verzögerung verursacht.
On the trailer („auf den Anhänger“)
Wo ein Rennwagen nach einer verlorenen oder nicht bestandenen Qualifikation abgestellt wird; zum Beispiel: „Er war nach der ersten Runde auf dem Anhänger.“
Open Throttle / Full Throttle
Vollgas!
Overdrive
Verhältnis zwischen der Drehzahl des Kompressorantriebs und der Drehzahl des Motors, wodurch die Ladedruckmenge gesteuert wird.

## P
Pairing Lanes
Zone vor dem Vorstart, in dem die Zweier-Paarungen für die nächste Rennrunde aufgestellt werden (Siehe auch Line up).
Pedaling / Pedalfest
Ein planmäßig verlaufender Run besteht aus einer kontinuierlich verlaufenden Beschleunigung bei ständiger Traktion. Wird dieser lineare Ablauf unterbrochen gerät das Fahrzeug aus der Spur und es ist es für den Fahrer extrem schwer wieder Grip zu finden („in den Groove zu kommen“) meist wird abgebrochen. Einige Piloten versuchen durch kurzes Lupfen des Gaspedals das Auto oder Bike zu stabilisieren und erneut zu beschleunigen, dabei geht die Traktion oft wieder verloren, und es folgen manchmal weitere (verzweifelte) Versuche, – das sogenannte „Pedaling“. Gerät der Fahrer auf der anderen Bahn in die Gleiche Situation (z. B. wegen schlechter Präparation oder Setup), beginnt bisweilen ein „Pedalfest“: spektakulär für die Zuschauer – riskant für Fahrer und Maschine.
Pedal to the metal
sinngemäß „bis auf's Bodenblech“ Beschreibung einer maximalen Beschleunigung.
Perfect Light
Die perfekte Reaktionszeit an der Startampel .000.
Perfect Run
Das seltene Ereignis, bei dem ein Bracket-Racer eine 0.000-Reaktionszeit erzielt und gleichzeitig eine perfekte Laufzeit im Bezug zu seiner Leistungsvorhersage des Laufs erzielt (Dail in).
Point Series
Ein Verfahren zur Ermittlung des Gesamtsiegers in jeder Eliminator-Kategorie des Sports. Dabei werden Leistung und Erfolg bei Veranstaltungen innerhalb eines bestimmten Zeitraums (Saison) bewertet. Jeder Fahrer erhält Wertungspunkte für die Teilnahme an jedem Rennen, die Qualifikationsleistung und die Endplatzierung, das Erreichen zertifizierter Rekorde in Zeit und Geschwindigkeit sowie eine außergewöhnliche Zuschauerzahl (nur in den USA). Die Gesamtpunktzahl der Serie, die die Gesamtleistung widerspiegelt, ergibt eine Rangliste, in der der Fahrer mit der höchsten Punktzahl den Champion-Titel erhält.
Pro Classes (Einteilung in Europa)
In Europa sind die Proklassen etwas anders unterteilt als in den USA/NHRA (in Klammern die Klassen-Kürzel vor der Startnummer). Diese Klassen tragen eine offiziell anerkannte Europameisterschaft aus

Bikes FiM/E: Top Fuel Bike (TF), Super Twin Bike (ST o. STTF), Super Street Bike (SSB o. SS), Pro Stock Bike (PSB) und Junior Drag Bike (JDB)

Cars FIA: Top Fuel Dragster (TF), Top Fuel Funny Car (TFFC), Top Methanol Dragster (TMD), Top Methanol Funny Car (TMFC), Pro Modified (PM) und Pro Stock (PRO)
Public Race
Früherer Begriff für die niedrigste Klasse im Drag Racing (jetzt PRO ET). Jedes straßenzugelassene Fahrzeug kann in dieser Klasse teilnehmen.
Pre-staged
Wenn sich ein Fahrer etwa 18 cm hinter der Startlinie befindet und die beiden oberen Lichter auf seiner Seite des X-mastree leuchten.
Pro Tree
Wird in den Kategorien Top Fuel, Funny Car, Pro Stock, Pro Stock Motorcycle, Top Alcohol Dragster, Top Alcohol Funny Car, Super Comp, Super Gas, Super Street und Pro Mod verwendet, die alle Heads-up-Wettbewerbe (ohne Handicap) beinhalten. Die drei großen gelben Lichter blinken gleichzeitig, gefolgt von der grünen Ampel vier Zehntelsekunden später.
Push start
Die frühen Dragster hatten fast nie einen eigenen Anlasser, sie wurden mittels „Push“ gestartet. Am Dragster war dafür im oberen Bereich des Hecks eine kurze Eisenstange montiert. Ein Pickup mit einer dicken Holzplanke an der Front schob dann dort von hinten den Dragster an, bis der Motor lief.

## Q
Quarter Mile (auch Quartermile)
die klassische Renndistanz über 1320 ft (402,32 Meter). Für die Klasse TF wurde die Distanz aus Sicherheitsgründen (nach einem schweren Unfall 2008 in den USA) auf 1000 ft reduziert. Häufig auch Bestandteil des Namens einer Rennstrecke (z. B. Rico Anthes Quartermile)

## R
Reaction Time („r.t.“)
Die Zeit zwischen dem Aufleuchten des letzten Signals und dem Überqueren der Startlinie durch die Vorderräder. Die besten Piloten reagieren in etwa einer Tausendstelsekunde.
Rear-engine dragster
in den 1970er Jahren löste diese Bauweise die Front-engine-Konstruktionen (siehe dort) ab, was ein großes Sicherheitsplus für die Fahrer bedeutete, die jetzt vor dem Motor saßen, und sich mit einer Stahlplatte vot eventuellen Splittern einer Motorenexplosion sichern konnten. Federführend bei dieser war der US-Amerikaner „Big Daddy“ Don Garlits.
Rear Wing
Dieses Bauteil am Heck der Top Fuel Dragster (TF) arbeitet gegenüber dem aerodynamischen Prinzip des Air Foil (siehe dort) in erster Linie auf der Basis des Luftwiderstandes und der Hebelwirkung. Während der schlanke Air Foil seine Wirkung erst bei den hohen Geschwindigkeiten gegen Ende des Laufes entfaltet, wirkt der Rear Wing des TF (fast wie eine quer in den Wind gestellte Tischtennisplatte) von der Startlinie ab. Der entstehende Druck wird nach dem Hebelprinzip über das massive Gestänge direkt an die Hinterachse abgegeben.
Red Light (siehe auch Foul Start)
Das rote Licht leuchtet an der Startampel auf, wenn ein Auto startet, bevor das grüne Licht aufleuchtet. Im Wettkampf bedeutet dies sofort den Sieg für den Gegner. Im Fahrer-jargon auch als „he left a Cherry on the tree“ (er ließ eine Kirsche am Baum) bezeichnet.
Rev Limiter
Ein elektronisches Bauteil (Drehzahlbegrenzer), das die Gesamtdrehzahl des Motors begrenzt, um Motorschäden durch zu hohe Drehzahlen zu minimieren und die Drehzahl beim Start konstant zu halten. Die Elektronik schaltet nach dem Zufallsprinzip Zylinder ab, sobald die Motordrehzahl einen bestimmten Wert überschreitet.
Run what ya brung
eine Unterart des Public Race, bei der jeder, der einen gültigen Führerschein besitzt, sein Fahrzeug unter kontrolierten Bedingungen testen und abstimmen kann (unter Nutzung der Zeitnahme und Sicherheitseinrichtungen).

## S
Safety Safari
Zu Beginn der Professionalisierung des Drag Racing (in den frühen 50er Jahren), ein Team aus Männern und Frauen dasfür den Transport der Ausrüstung von Rennen zu Rennen, die Vorbereitung und Instandhaltung der Rennstrecke sowie die Unterstützung im Notfall verantwortlich war. Die NHRA Safety Safari wird vom AAA präsentiert.
Sand Trap
Befindet sich hinter dem Sperrbereich und dient dazu, Rennwagen aufzuhalten, die über das Streckenende hinausschießen (teilweise mit zusätzlichen Fangnetzen).
Scoop
eine groß dimensionierte Lufthutze aus Kunststoff oder Metall, entweder auf der Motorhaube (bei Frontengine-Fahrzeugen) oder über dem Ansaugtrakt hinter dem Fahrer (bei Rear-Engine-Bauweise).
Shoe
Jargon für den Fahrer (bei Automobilen).
Shutdown Area
Bereich hinter der Ziellinie, in dem die Rennfahrzeuge anhalten und die Rennfahrer von ihren Teams abgeholt werden.
Sixty-Foot Time („60-Fuß-Zeit“)
Die Zeit, die ein Fahrzeug benötigt, um die ersten 60 Fuß (18 Meter) der Rennstrecke zurückzulegen. Sie ist die genaueste Messung des Starts von der Startlinie und das für eine schnelle Beschleunigung entscheidende Intervall. TF-Dragster erzielen hier Zeiten von 0,7 Sekunden und erreichen Geschwindigkeiten von über 100 km/h.
Slick
Rennreifen ohne Profil. Im Drag Racing mit extremen Unterschieden zwischen Front- und Rearslick auf Grund der unterschiedlichen Anforderungsprofile.
Slider clutch („Rutschkupplung“)
Eine Mehrscheibenkupplung, die so konstruiert ist, dass sie bis zu einer bestimmten Drehzahl rutscht. Dadurch wird die Stoßbelastung der Antriebsräder verringert.
Slingshot Dragster
Bezeichnung für die Front-engine-Dragster der 1960er Jahre, heute technisch überholt, aber noch bei Nostalgia-Veranstaltungen eingesetzt.
Smoked the Tires
Wenn ein Auto auf der Strecke die Traktion verliert und die Reifen qualmend durchdrehen; auch „up in smoke“.
Speed Trap
Die letzten 66 Feet (20 Meter) bis zur Ziellinie, wo die Geschwindigkeit errechnet wird.
Sportsman Classes
(siehe dazu auch hier: Pro Classes / Einteilung in Europa)
Das Regelwerk der NHRA definiert über 200 Fahrzeugklassen in 15 Kategorien. Die Klasseneinteilung basiert auf Parametern wie Fahrzeugtyp, Hubraum, Fahrzeuggewicht, zulässigen Modifikationen und Aerodynamik. Die Klassen- und Kategorieeinteilungen der USA und Europe unterscheiden sich in manchen Punkten. Die gängigsten Sportsmanklassen in Europa sind:
Super Pro ET (SPET) Index 6:000 bis 8:999 Sek. | Competition Cars (CC) individueller Index | Super Comp (SC) Index 8:900 Sek. | Super Gas (SG) Index 9:900 Sek. | Pro Comp (PC) Index 6:000 Sek. | Pro ET (PET) Index 9:000 bis 11:999 Sek. | Junior Dragster (JD) individueller Index. | Funny Bike (FB) „Heads-Up“ (siehe dort) | Top Gas Bike (STG . TG)  „Heads-Up“ | Super Comp Bike (SCB) Index 8:500 Sek. | ET Bike (ETB) kein Index, ca. 9:000 bis 11:999 Sek.
Staged
Wenn sich das Vorderrad bzw. die Vorderräder des Fahrzeugs auf der Startlinie (zwischen den Lichtschranken) befinden. Sobald der Fahrer in dieser Position steht, (angezeigt durch zwei weitere Lampen an der Ampel – unter Pre-Stage) kann der Countdown von den gelben Ampeln bis zur grünen Startampel jederzeit beginnen.
Stick Shift („Stock-Schalter“)
Slang für ein Schaltgetriebe mit Kupplung, das manuelle Gangwechsel (durch einen Schaltknüppel = Stock) erfordert.
Strip („Streifen“)
Slang-Begriff für die Ziellinie.
Supercharger
Ein kurbelgetriebener Luft-Kraftstoff-Kompressor, auch Gebläse genannt. Er erhöht den Luftdruck im Motor, um mehr Leistung zu erzeugen.
Supercharger Explosion
(auch Blower Bang) Ein extrem heftiger mechanischer Defekt, bei dem ein gebrochenes oder geschmolzenes Einlassventil dazu führt, dass eine Zündkerze das Luft-Kraftstoff-Gemisch im Kompressor entzündet und eine Explosion verursacht. Eine ballistische Schutzdecke hält die Splitter auf.

## T
The Wally
Die offizielle Sieges-Trophäe der NHRA, benannt nach Wally Parks, dem Gründer der NHRA (1913–2007).
Throttle Stop
Eine komplexes Bauteil, das mit dem Gasgestänge am Motor verbunden ist und eine zeitgesteuerte pneumatische Schließung des Ansaugsystems auslöst, wodurch der Motor zu einem bestimmten Zeitpunkt während der Fahrt effektiv abgeschaltet wird, bevor er wieder die volle Beschleunigung erreicht.
Time Slip
Dieser „Zeiten-Zettel“ wird dem Fahrer oder der Crew nach einem Lauf ausgehändigt und enthält die Reaktionszeit, die Intervallzeiten, die erreichte Zeit und die Geschwindigkeit.
Time Trial
Ein Probelauf ohne Einfluss auf die offiziellen Qualifikationsplätze.
Tire Shake („Reifenschütteln“)
Eine starke Vibration, die normalerweise zu Beginn der Fahrt auftritt und auf einen Traktionsverlust zurückzuführen ist. Die Flanken der Reifen sind so konstruiert, dass sie sich beim Beschleunigen gewissermaßen „falten“, da sich die Felge des Rades bei der anfänglichen Beschleunigung schneller dreht als der Reifen und die Seitenwände. Die daraus entstehende Verwindung wird als „Wrapping“ bezeichnet. Wenn der Reifen maximal „wrapped“, ist der Kontakt mit der Strecke so lang wie möglich und bietet maximale Traktion. Sobald der TF die Startlinie verlassen hat, werden die Reifen schnell höher und somit schmaler, was zu einem geringeren Kontakt mit der Streckenoberfläche führt. Zu Beginn dieses Prozesses kann es zu einem sogenannten „Tire Shake“ (Reifenrütteln) kommen. Dessen Ursache ist, dass der Reifen sich nicht aus der Verwindung löst, sondern sich in diesem Zustand selbst „überrollt“ und das Auto dabei heftig durchschüttelt.
Top End (siehe auch Shutdown Area)
Bereich am Ende der Rennstrecke (nach der Ziellinie), in dem die Fahrzeuge abgebremst werden. Die Auslaufzone ist übrigens deutlich länger als die eigentliche Rennstrecke.
Top Fuel
Die Königsklasse bei den Cars und Bikes. Klassenkürzel: TF bei den Cars und Vierzylinder-Bikes TFFC bei den Funny Cars und STTF bei den Zwei-Zylinder-Motorrädern.
Transbrake
Die Transbrake ist eine Vorrichtung, die ein Auto auch bei eingelegtem Gang stillstehen lässt. Sie funktioniert, indem der erste Gang und der Rückwärtsgang gleichzeitig eingelegt werden. Da beide Gänge die gleiche Übersetzung, aber in entgegengesetzter Richtung haben, kann sich das Auto nicht bewegen. Die Transbrake kann per Knopfdruck gelöst werden, wodurch der Rückwärtsgang freigegeben wird.
Bei der Transbrake wird durch ein Ventil der Öldruck so dimensioniert, dass der erste Gang gegen den Rückwärtsgang steht. Somit wird das Getriebe blockiert und man kann ohne zu rollen schon soweit Gas geben, das der Wandler fest wird. Das Ventil wird meistens durch einen 12 Volt Schalter im Lenkrad betätigt und sobald man den Knopf frei gibt, wird der Rückwärtsgang wieder rausgenommen. Somit liegt das gesamte Drehmoment des Motors direkt an der Achse an und der Wandler muss nicht erst hochgedreht werden.
Treed
Ein Rennfahrer, dessen Reaktionszeit deutlich langsamer ist als die eines Gegners, wird als „Treed“ bezeichnet.
True Win Margin („wahrer Gewinnabstand“)
Der errechnete räumliche Abstand zwischen zwei Fahrzeugen an der Ziellinie (in Metern o. Zentimetern), gemessen für jeden Teilnehmer, der die letzte Lichtschranke auf der Strecke durchbricht. Bei knappen Läufen liegen die Fahrzeuge oft nur wenige Zentimeter auseinander.
Turbocharger
Ein abgasbetriebener Ansaugluftkompressor.

## W
Wally Parks
Gründer der NHRA (1913–2007), nach dem „The Wally“ benannt ist.
Water Box
Der Bereich für Burnouts vor dem Rennen, meist als flache, mit Wasser gefüllte Wanne – separat für jede Bahn – ausgelegt, in der das Reifenaufheizen durchgeführt wird.
Weight transfer (Gewichtsverlagerung)
Entscheidend für die Traktion. Fahrzeuge sind so ausgelegt, dass eine gewünschte Gewichtsverlagerung auf die Hinterräder erfolgt. Beim Beschleunigen heben sich die Vorderräder und das Gewicht verlagert sich auf die Hinterräder, wodurch ein Durchdrehen der Räder verhindert wird.
Wheelie bar(s)
Spezielle Rahmenverlängerungen (sowohl für Autos als auch für Motorräder) am hinteren Ende des Fahrzeugs, verhindert ein übermäßiges Aufsteigen des Vorderrads speziell zu Beginn des Rennens.

## X
X-mas Tree
hauptsächlich in den USA gebräuchliche Schreibweise für die Startampel.

## Bildmaterial

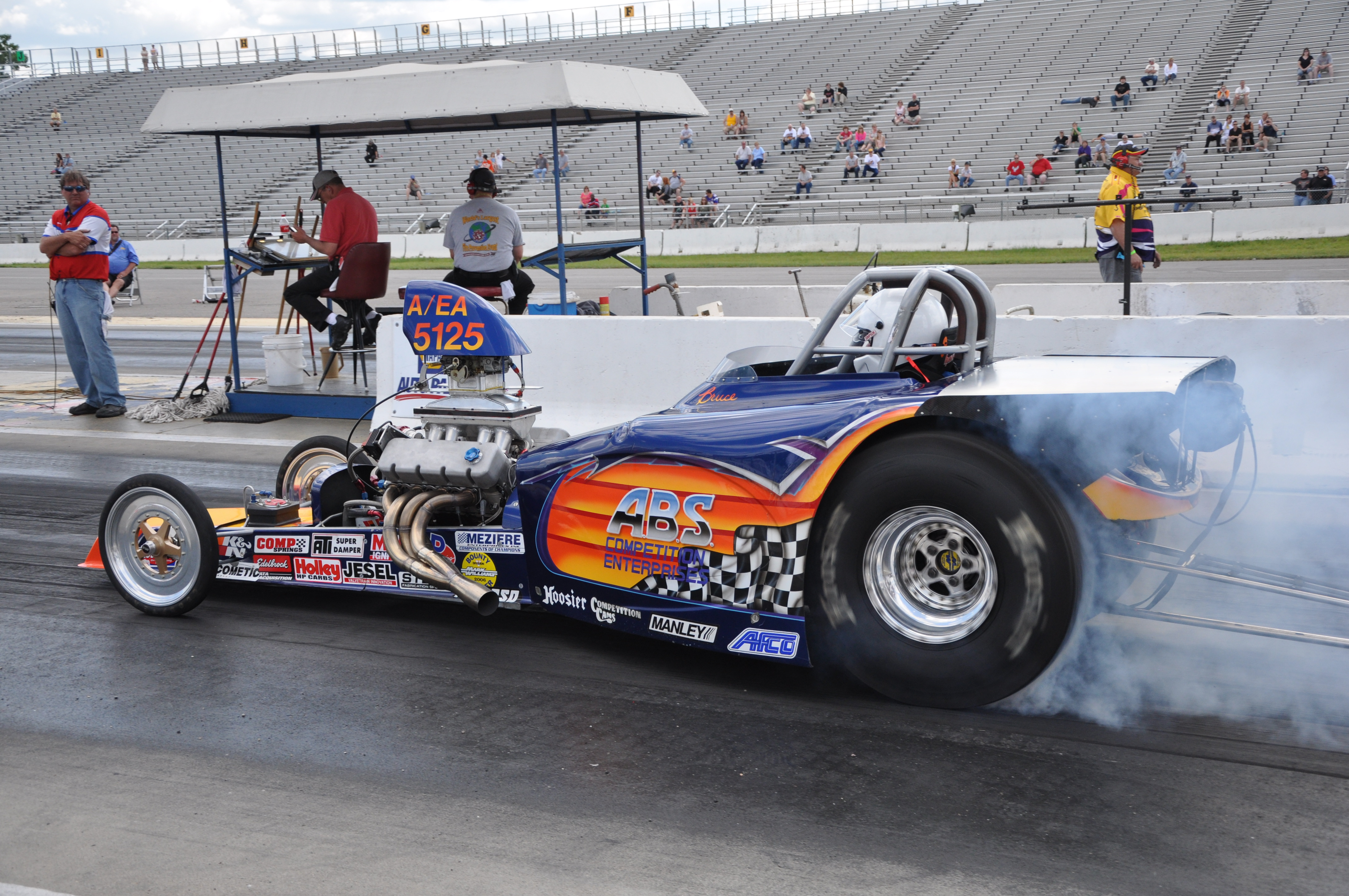
Ein Dragster in Altered-Bauweise. Die Abgase werden hier über ein Mainfold entsorgt
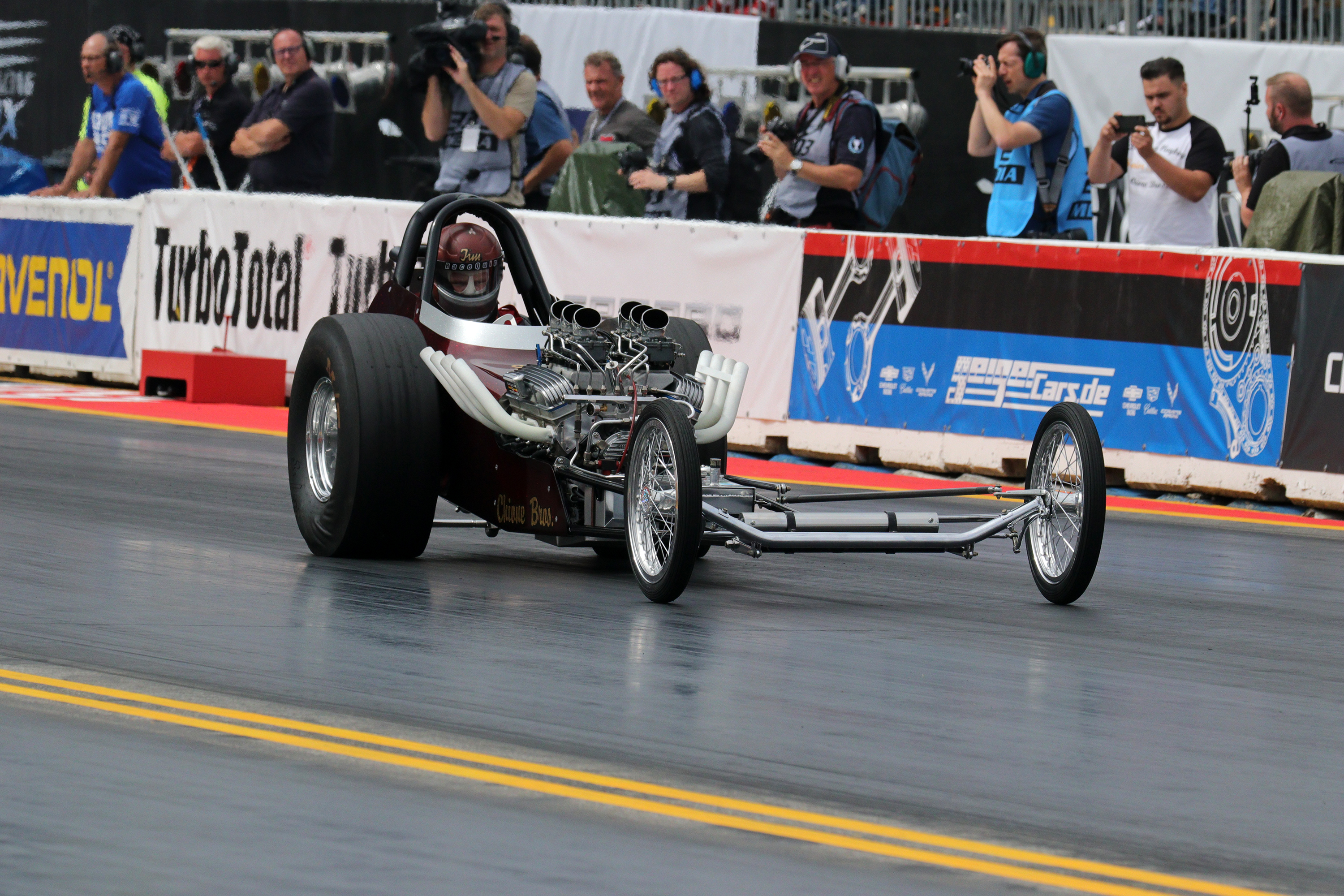
Dragster in der klassischen Slingshot-Bauweise mit Front Engine
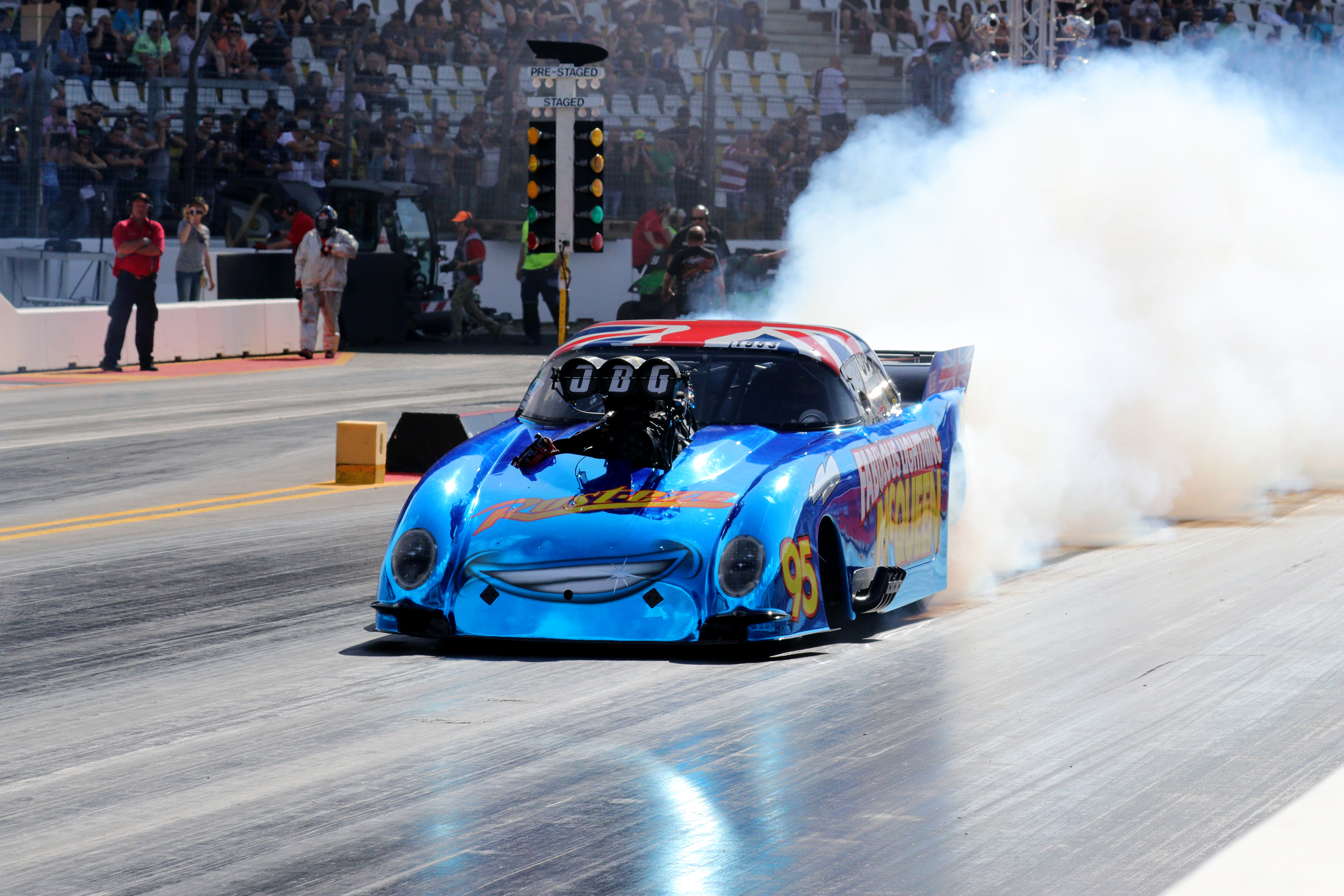
Burnout eines Pro Modified
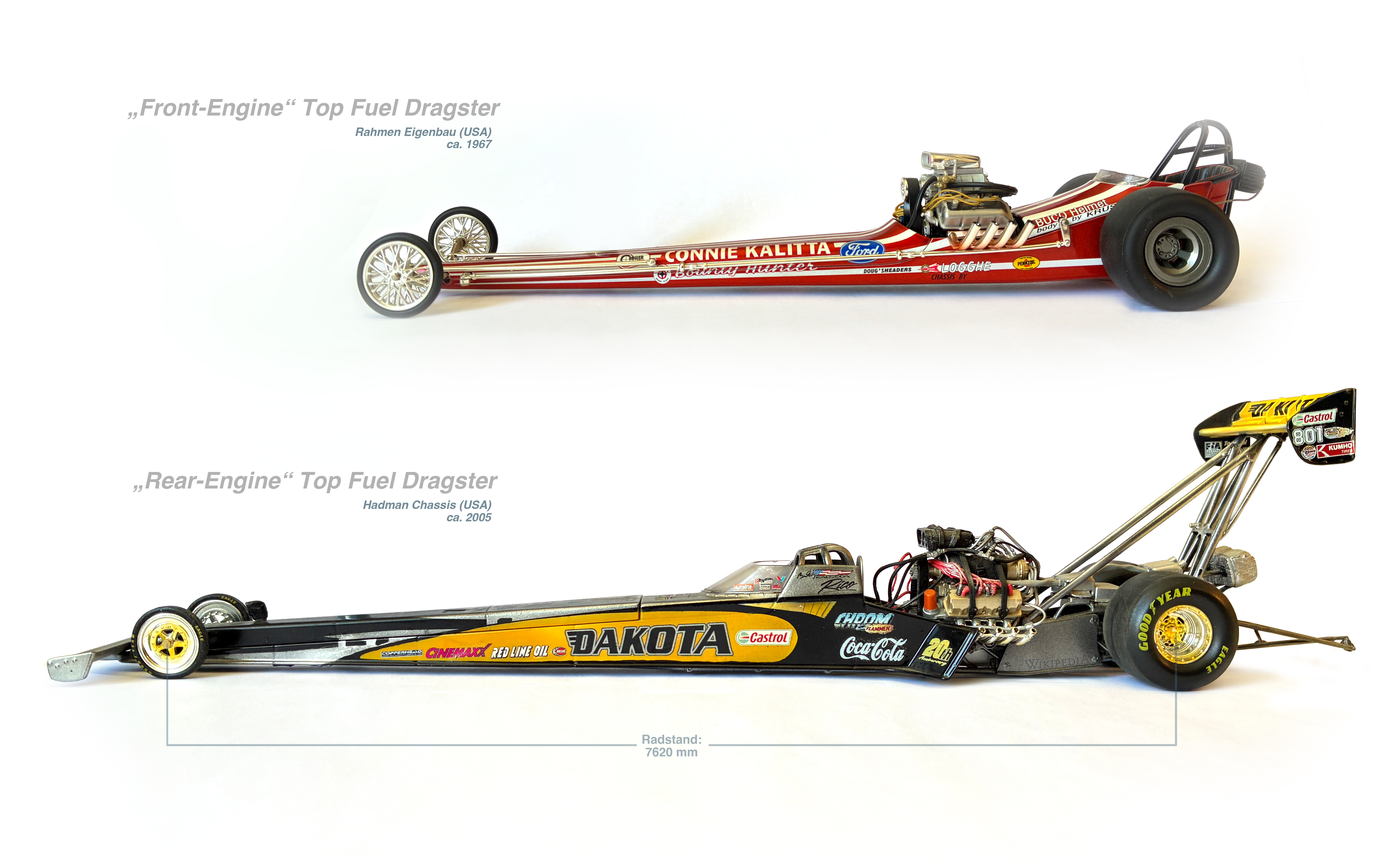
Vergleich von Front- und Rear-engine-Bauweise bei Dragstern (class Top Fuel)
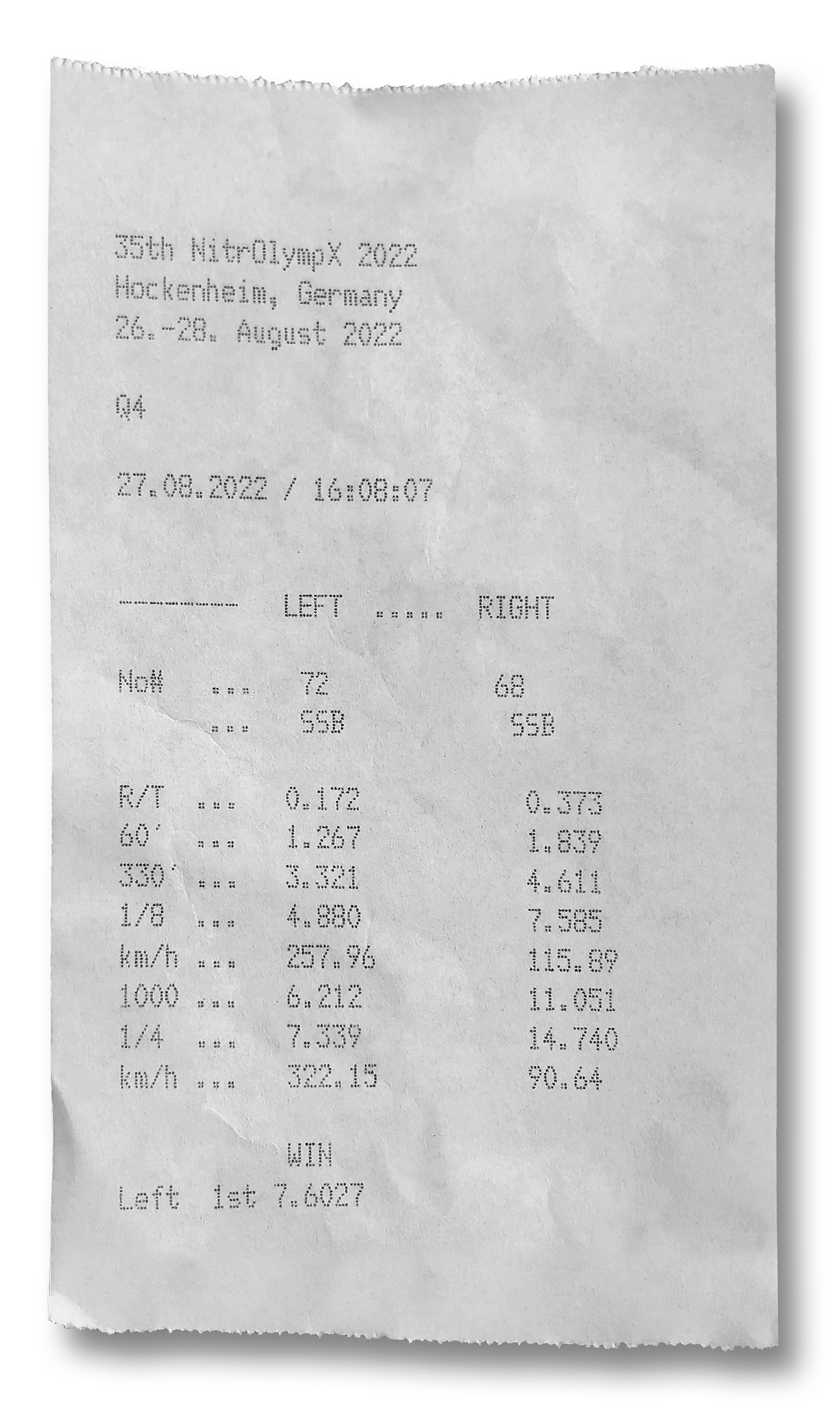
Timeslip mit den Laufresultaten einer Qualifikationsrunde
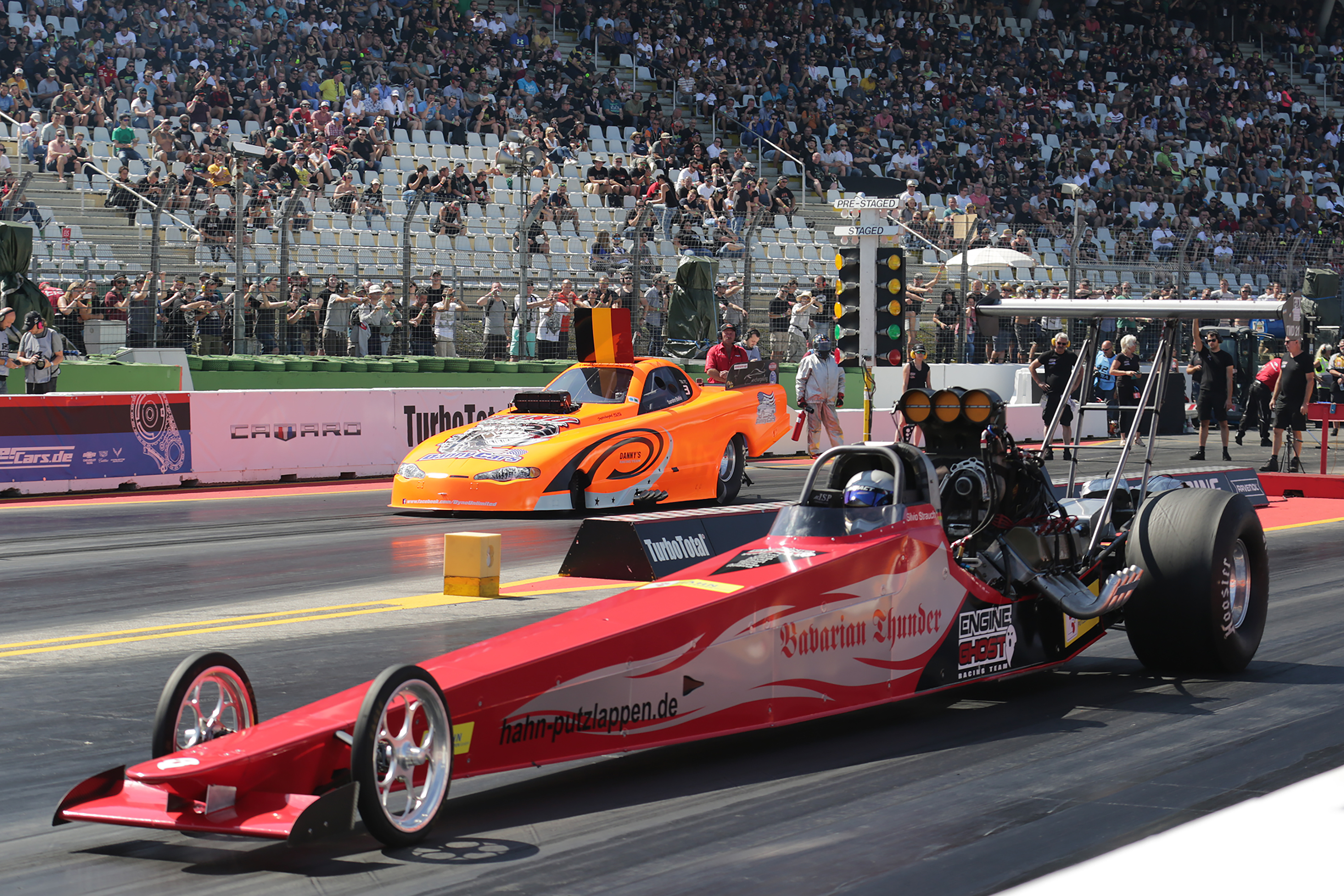
Dragster (vorne) und Funny Car (hinten) − „roll back“ nach dem Burn-out
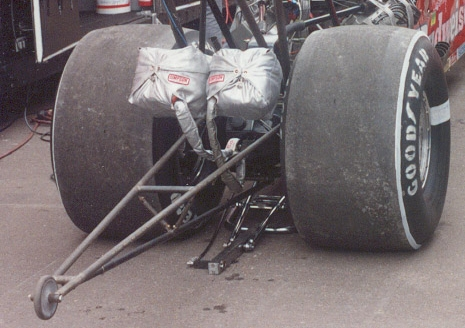
Slicks, Wheeliebar und Bremsschirme eines Top Fuel Dragsters
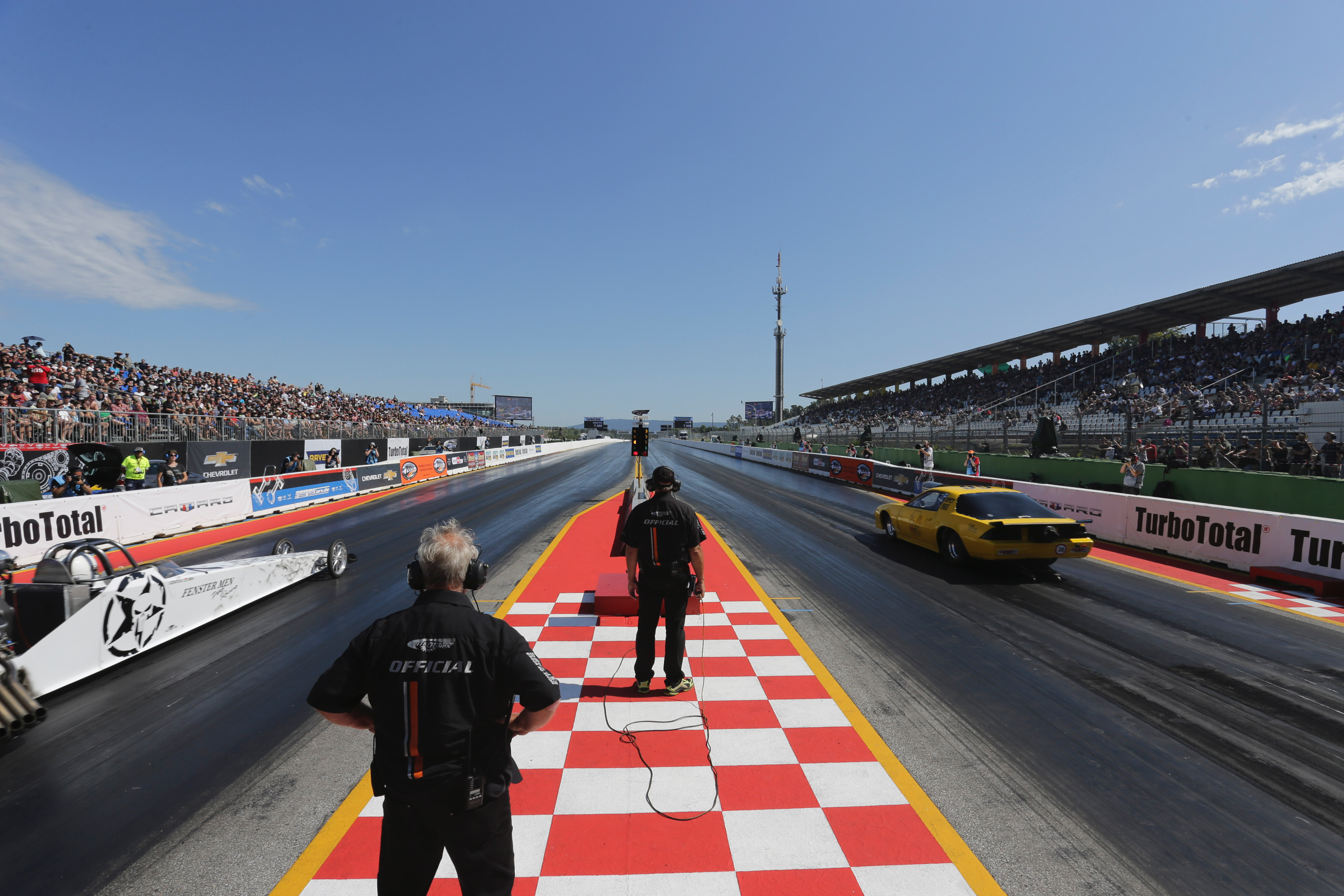
Startbereich eines Dragstrips, in der Mitte zu erkennen der Christmas Tree
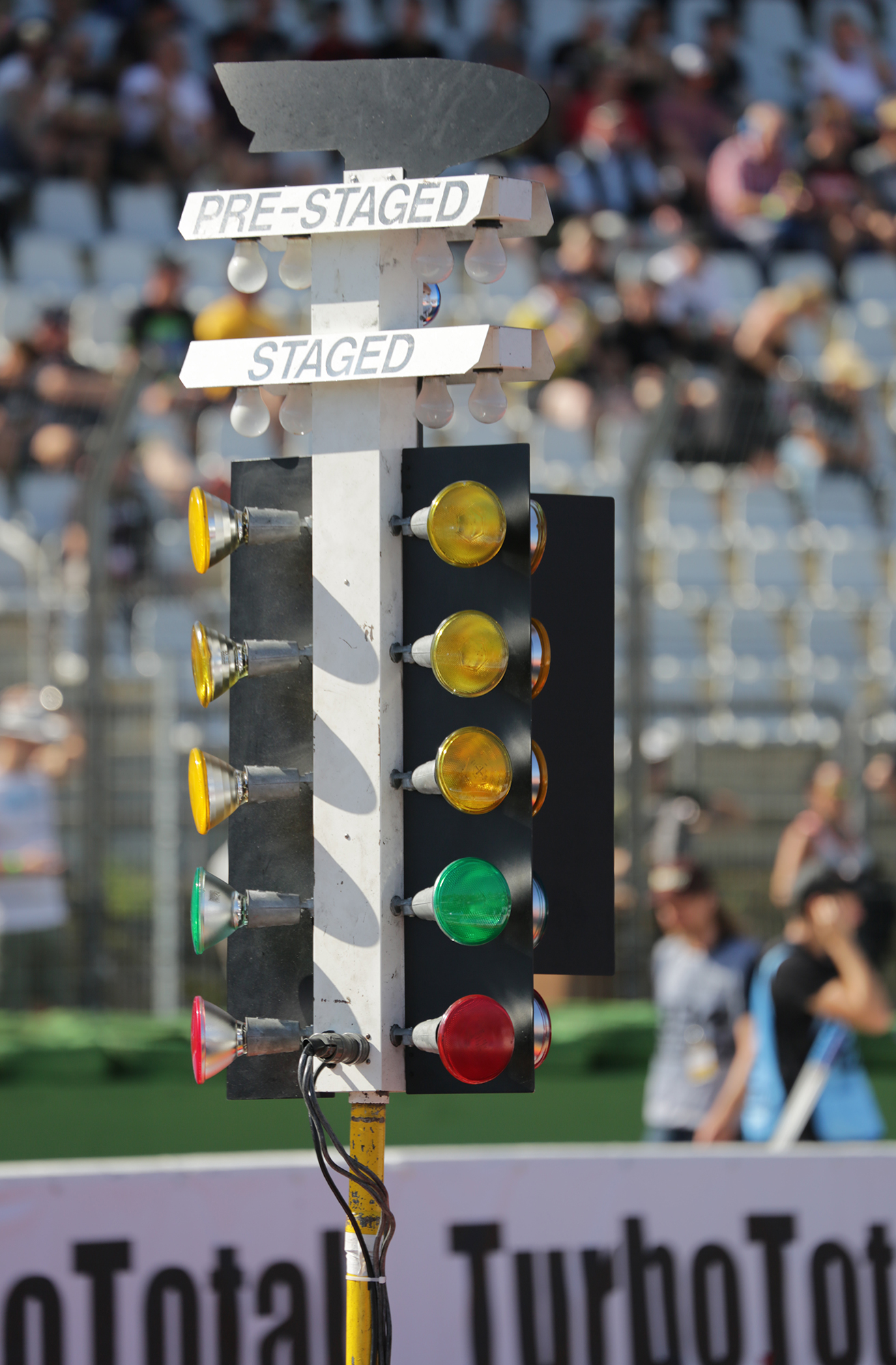
Startampel im Detail
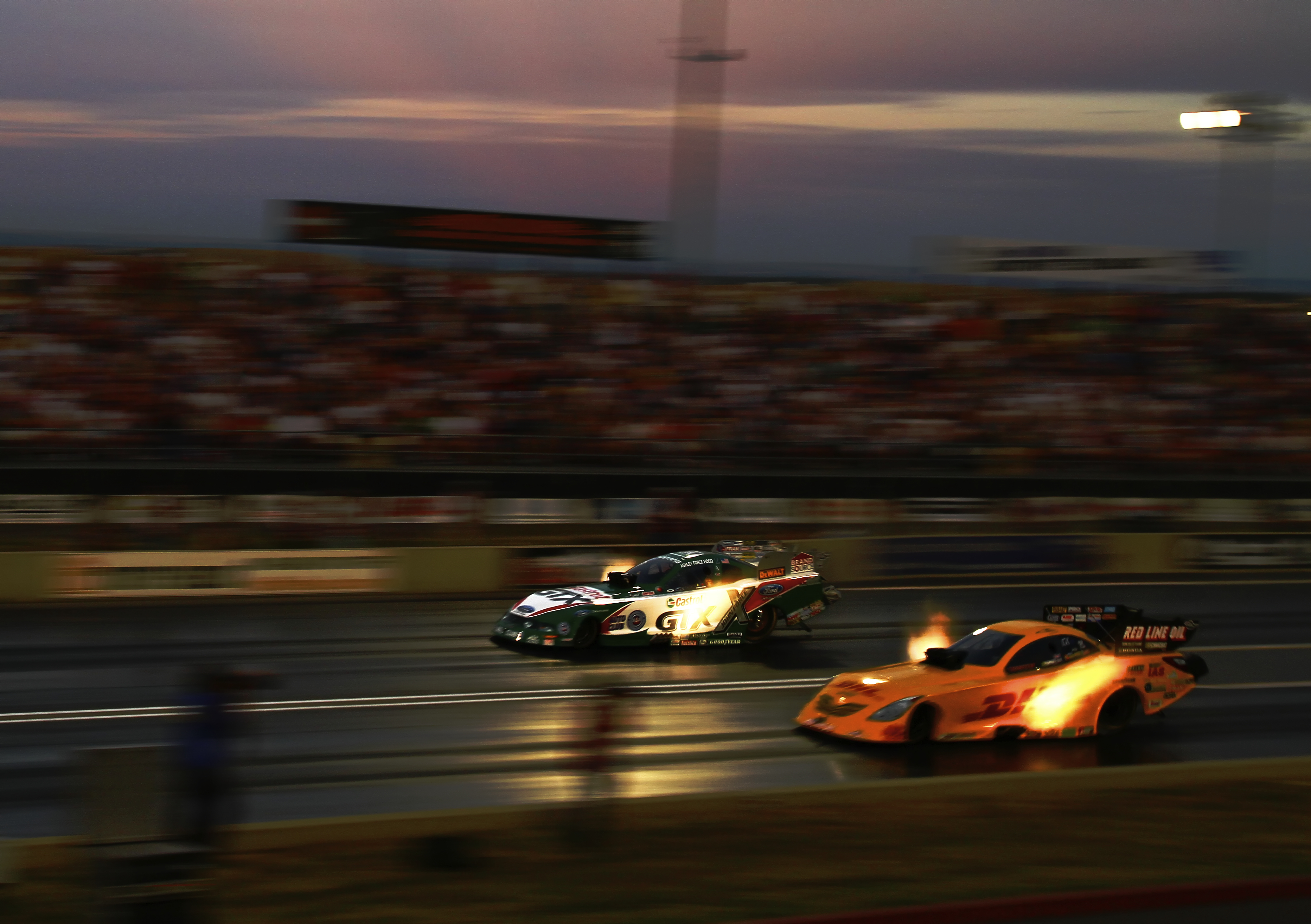
Zwei TF-Funny Cars bei einem Nightrace. Deutlich sichtbar die sog. header flames
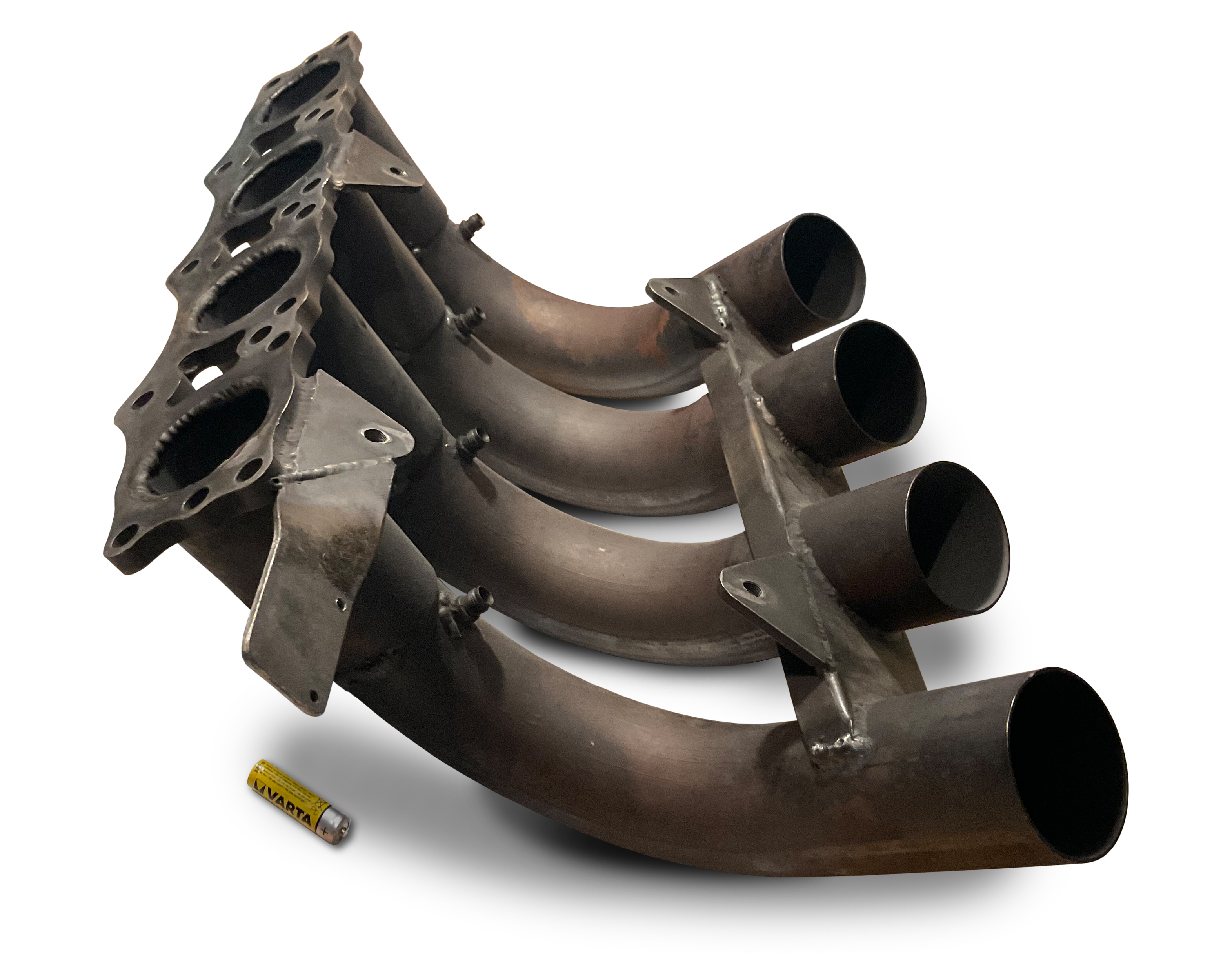
Die, als Header bezeichneten Auspuffkrümmer eines TF-Dragsters
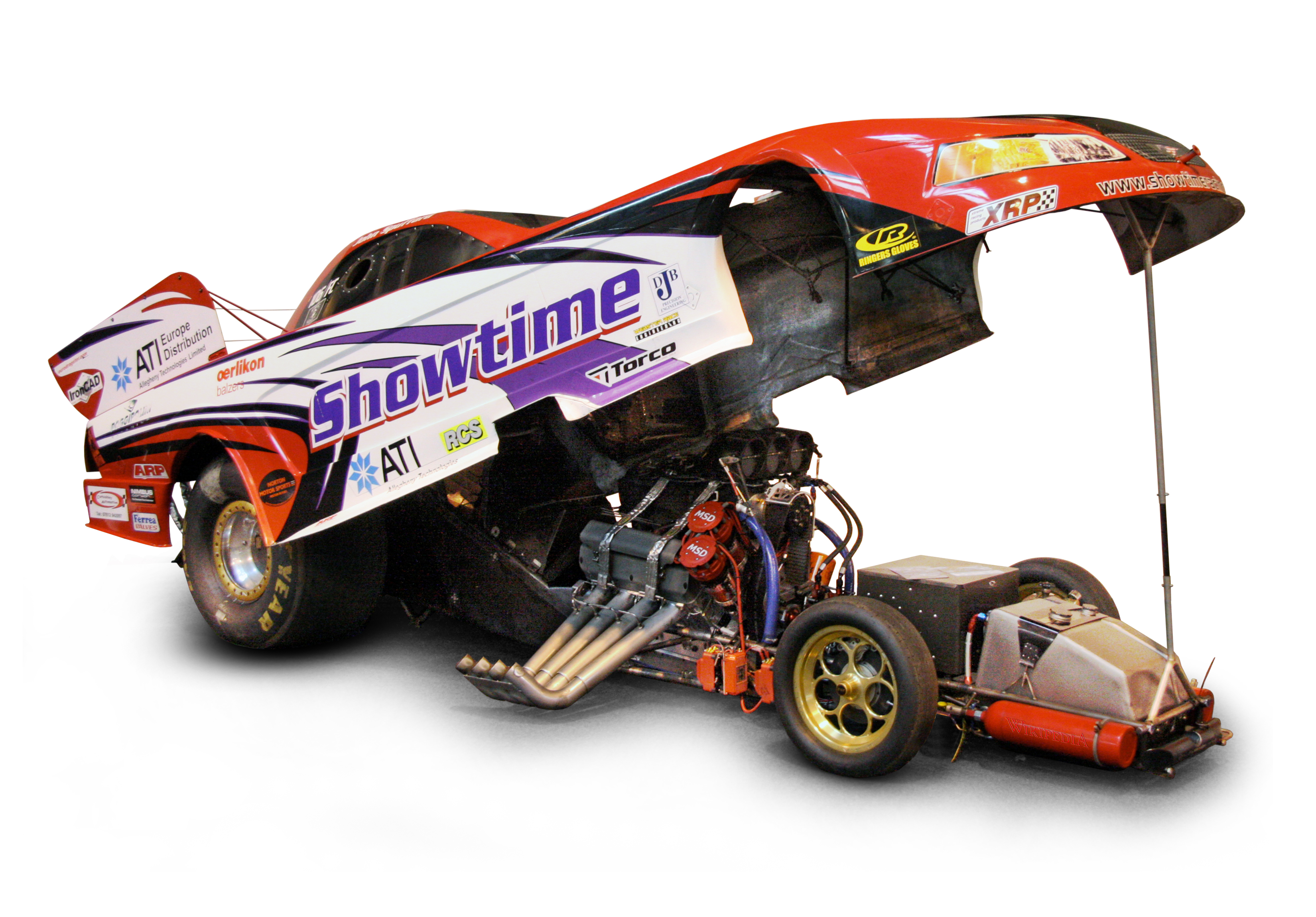
Top Fuel Funny Car mit hochgeklappter Karosserie (ca. 2008)
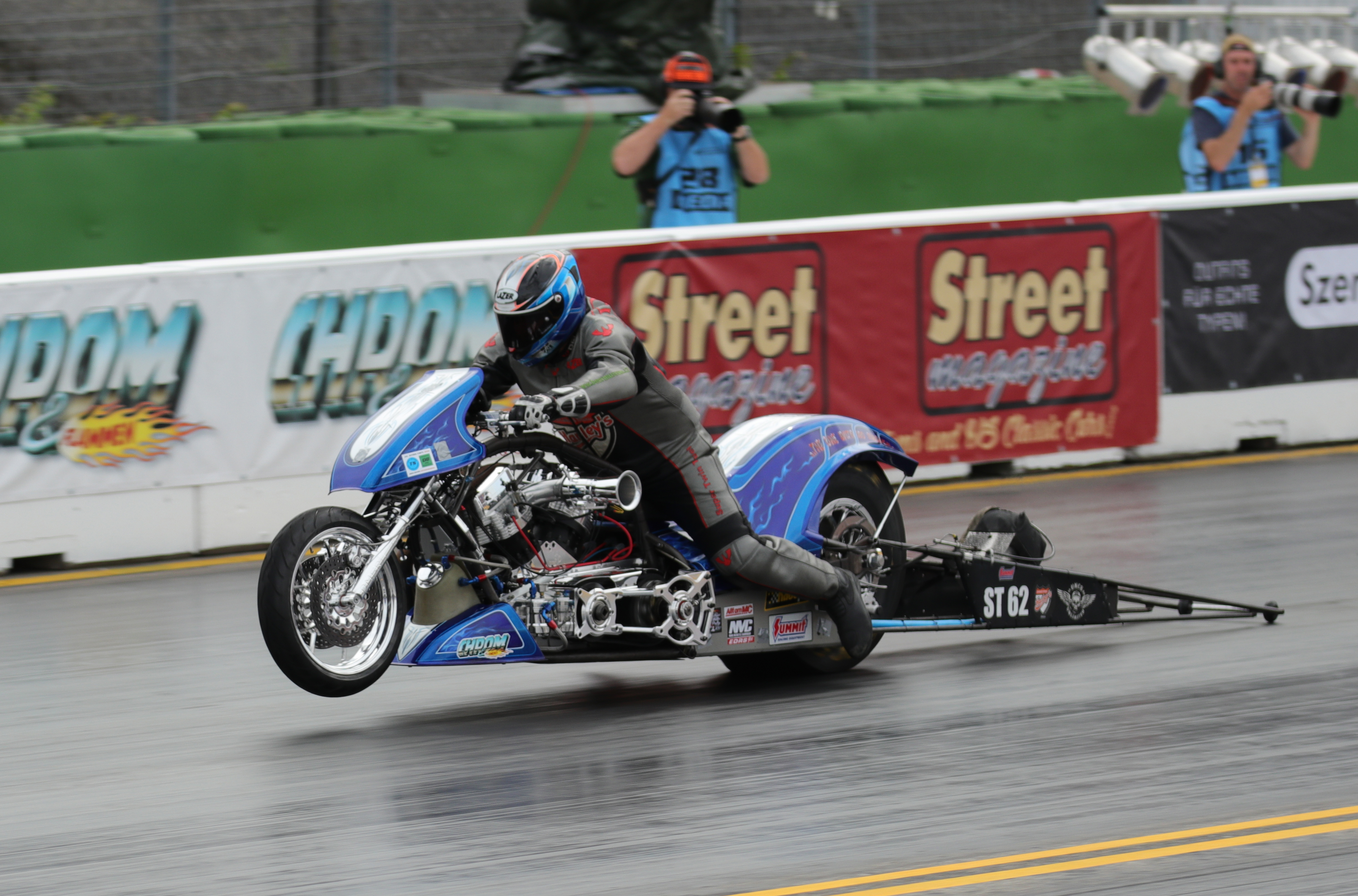
STTF Bike: Die hinten angebrachten (höhenverstellbaren) Wheeliebars verhindern ein zu starkes Aufsteigen des Motorrads. Dort auch sichtbar: der Bremsschirm mit der Auswurfvorrichtung
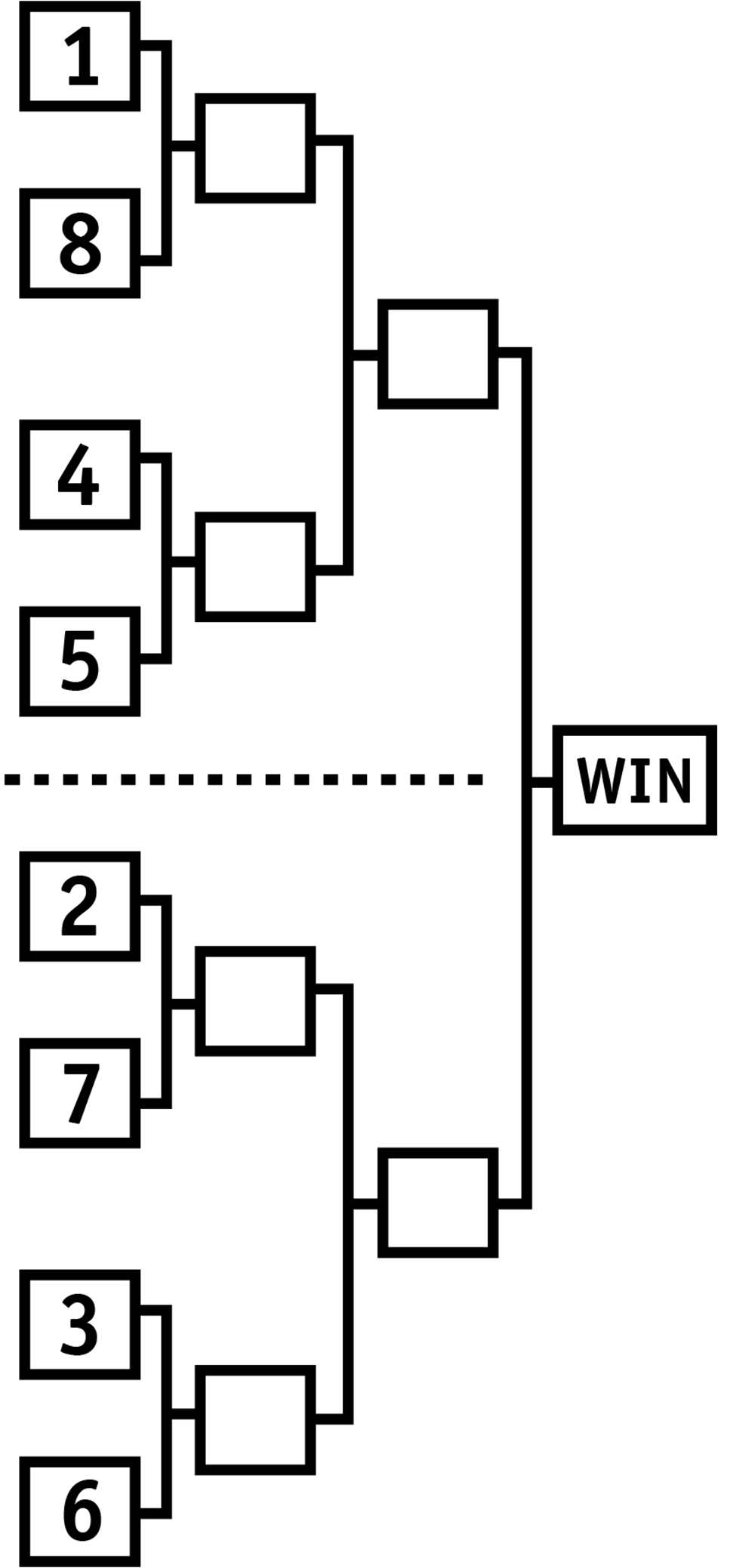
Der Ladder, hier für ein 8er-Feld
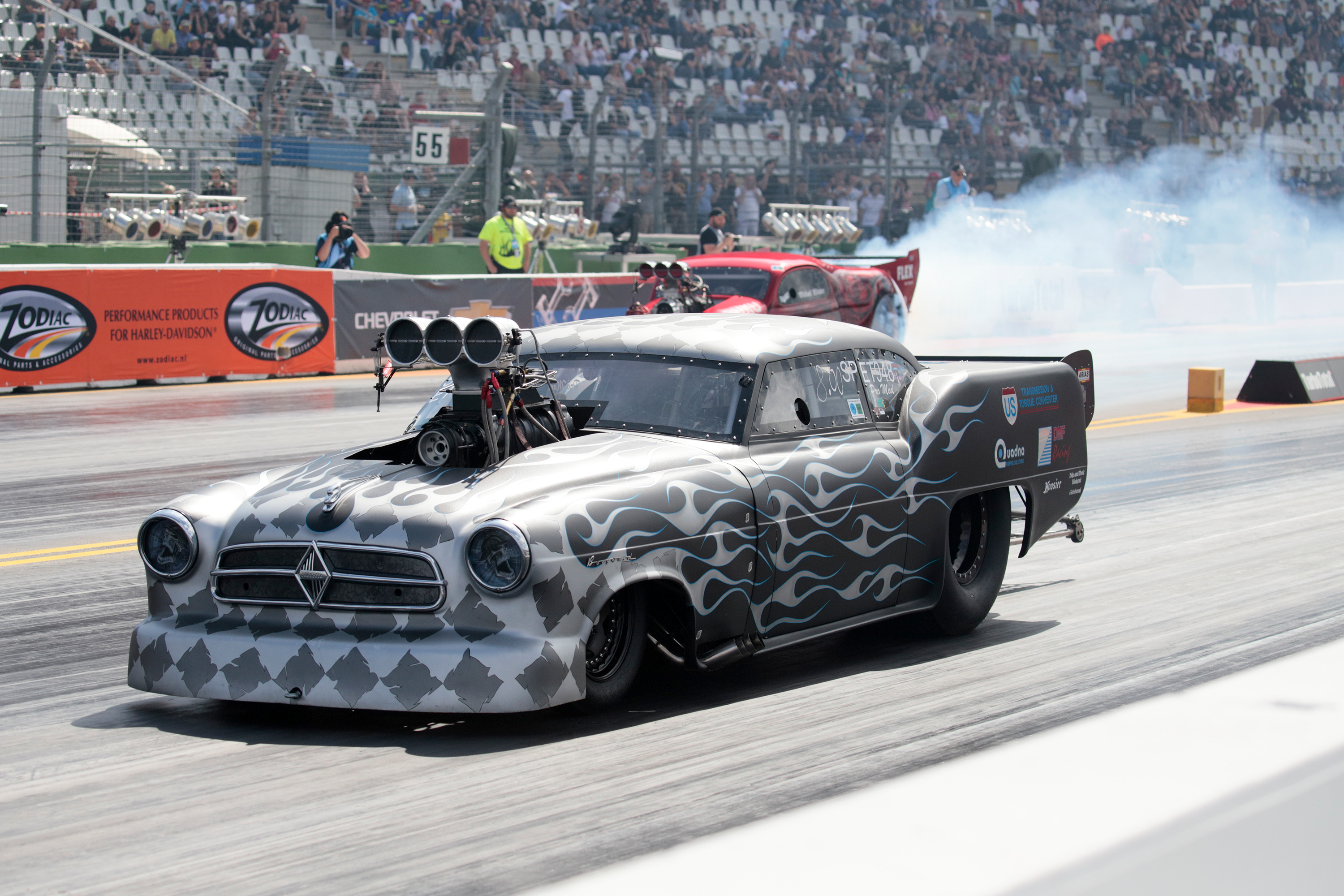
Zwei Doorslammer. Der selbst gewählte Index ist handschriftlich auf dem Seitenfenster zu sehen. in der Mitte über dem Motor der Birdcatcher
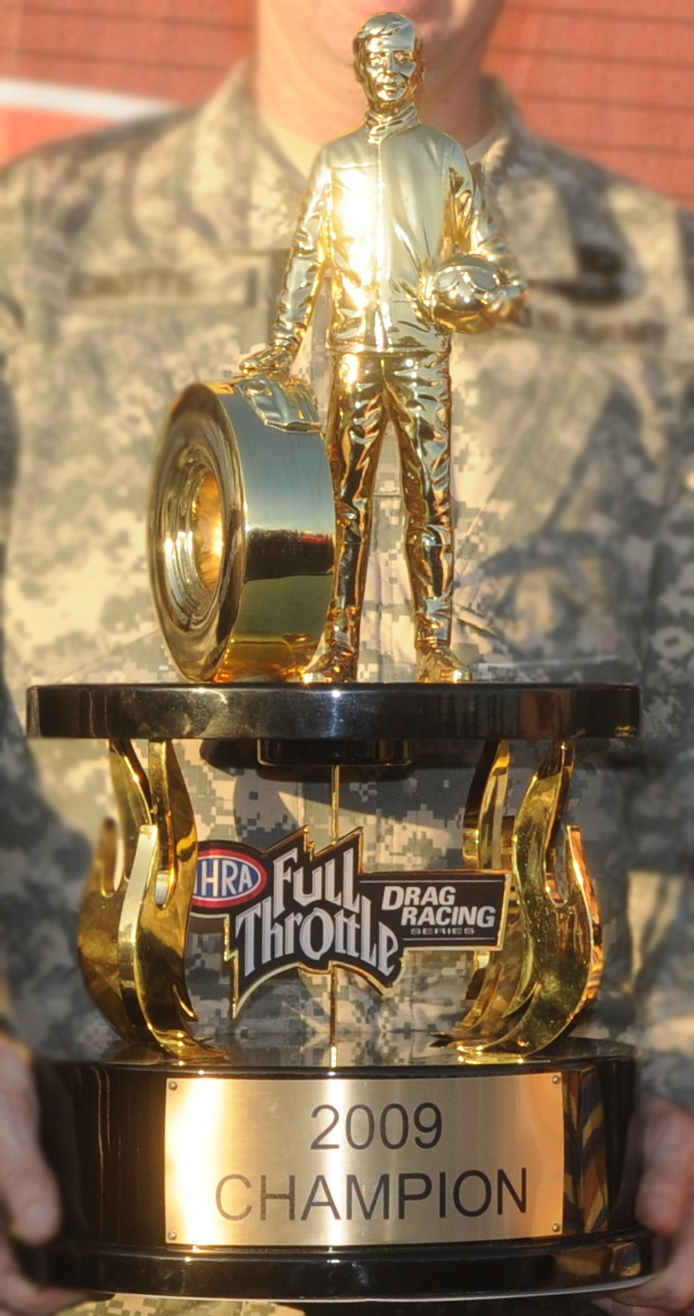
The Wally – die Siegestrophäe der NHRA
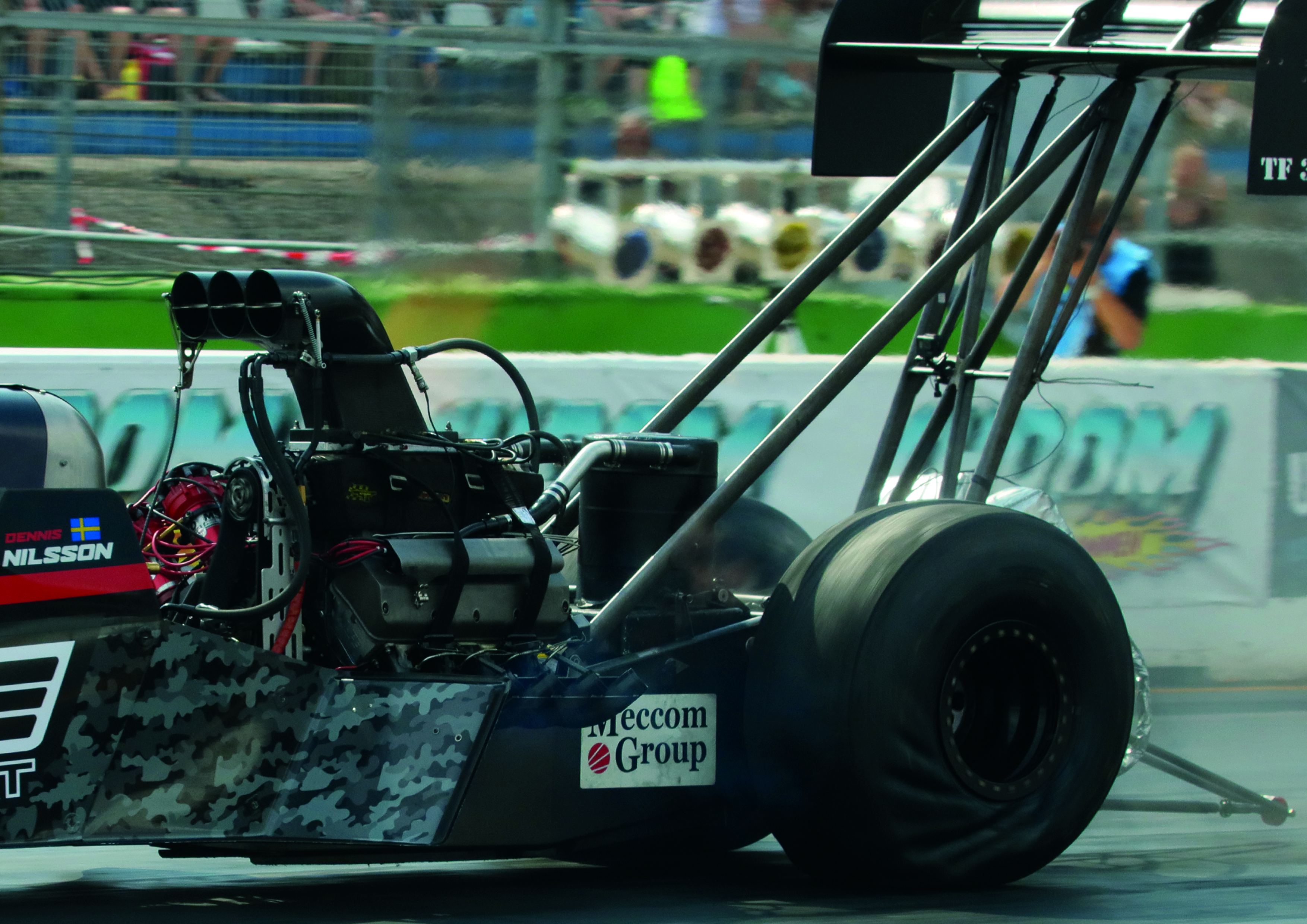
TF-Dragster mit starker Tire Distortion – kurz vor dem gefürchteten Tire Shake
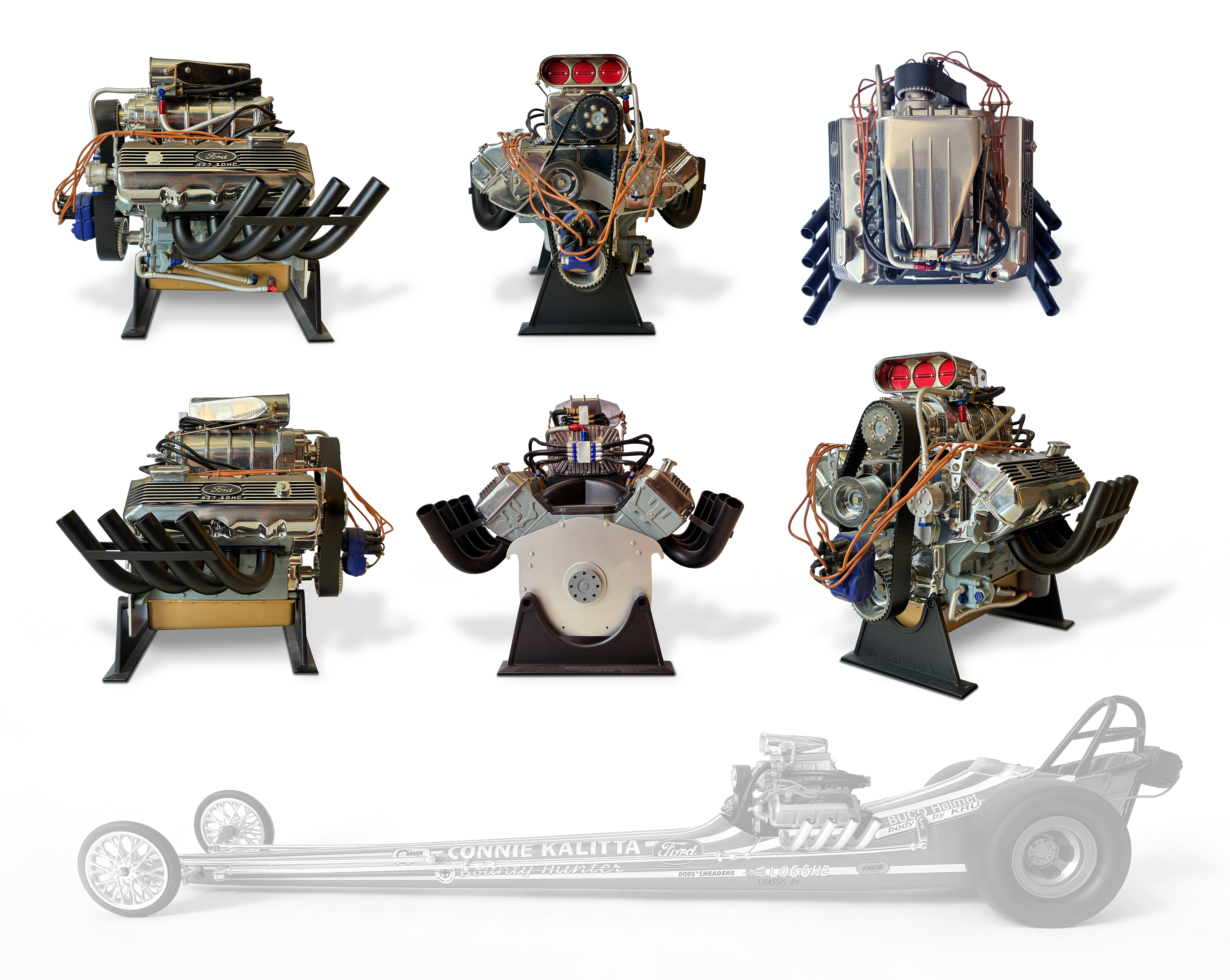
Top Fuel Motor auf Basis eines Ford 427 SOHC V8 mit Blower, wie er in den 1960er- 70er Jahren in Front-Engine-Dragstern und Funny Cars eingesetzt wurde
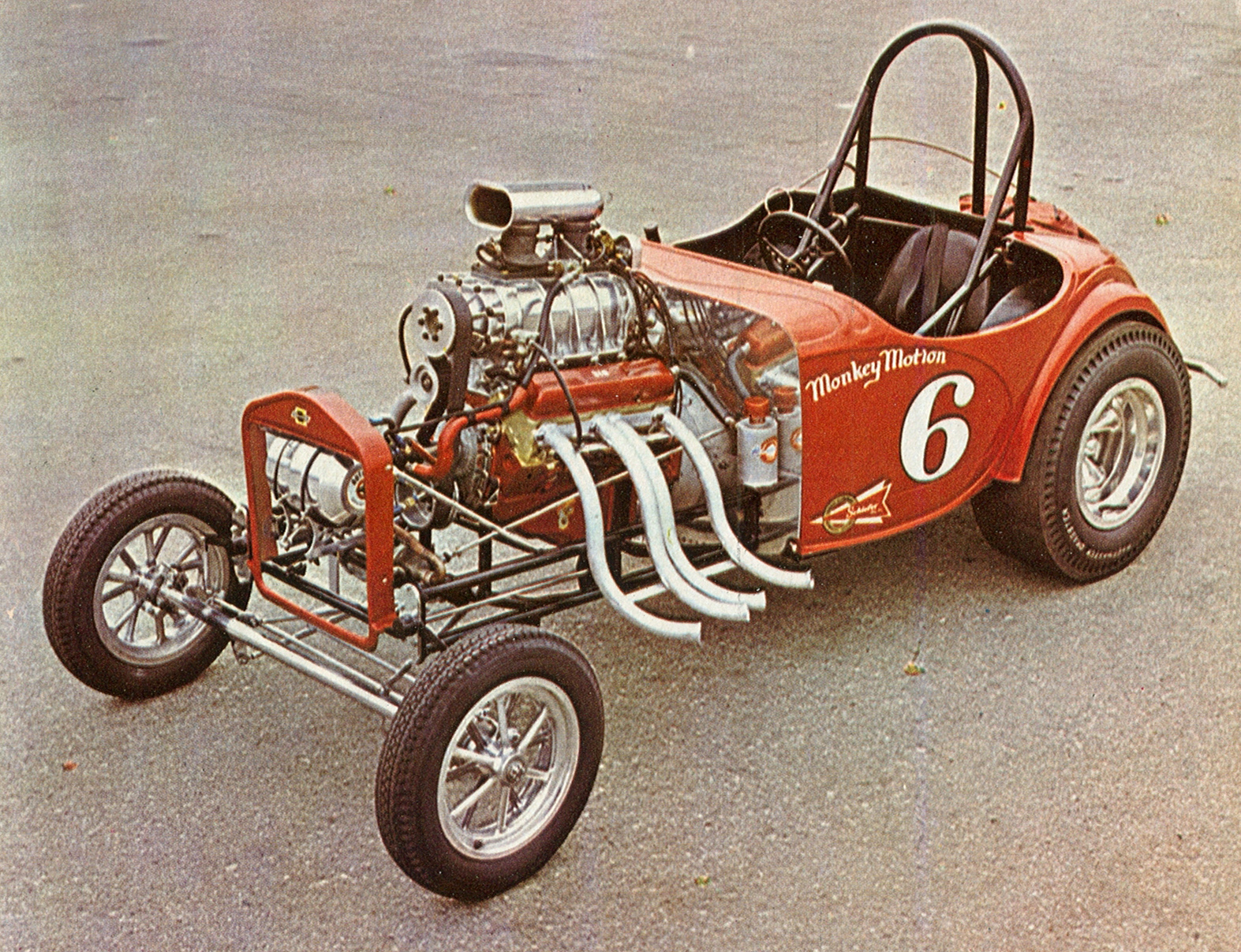
Ein klassisch aufgebauter Hot Rod
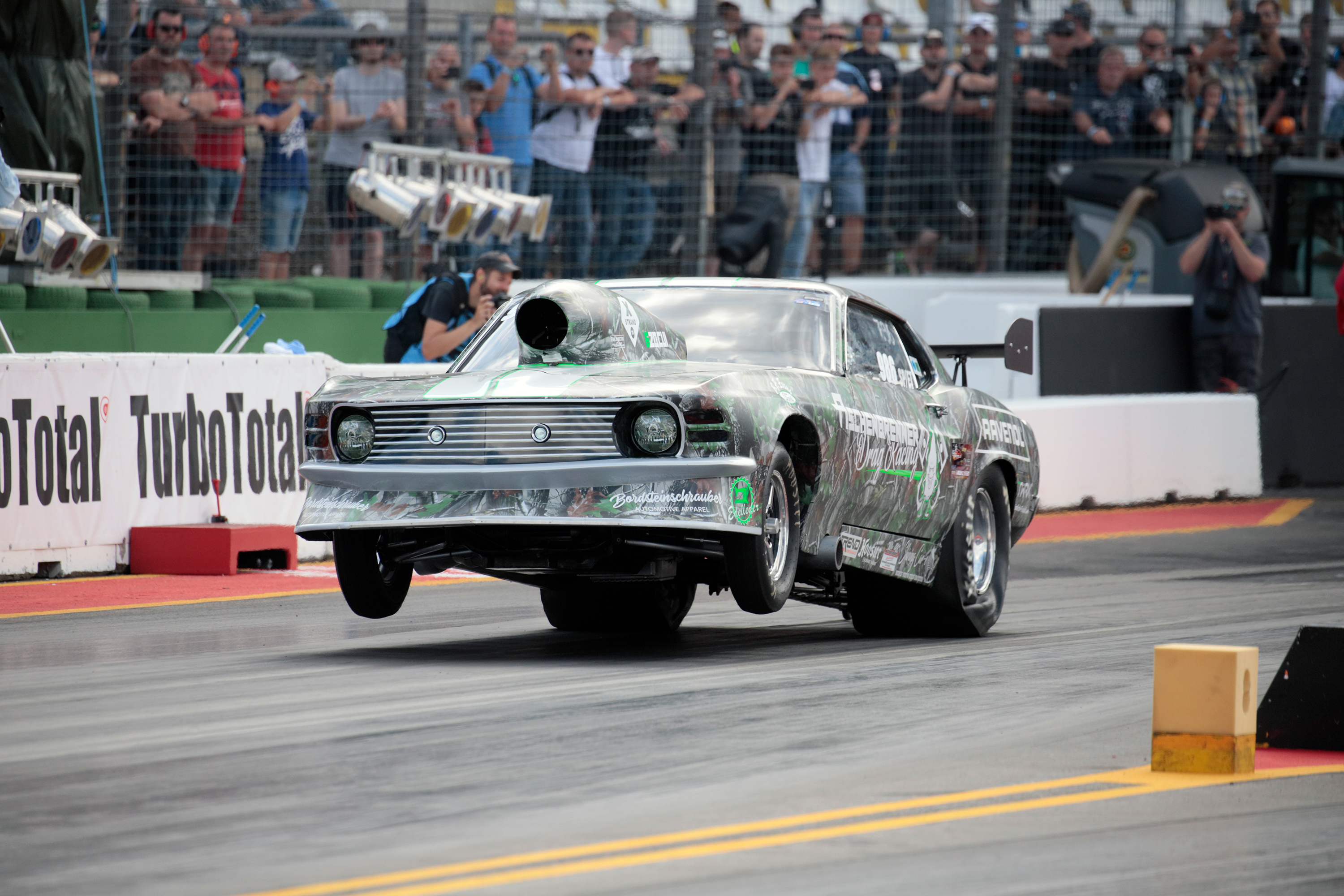
Groß dimensionierter Scoop auf der Motorhaube. Fahrzeug im gut balancierten Weight transfer: die in der Luft befindliche Vorderachse erhöht die Traktion der Hinterräder
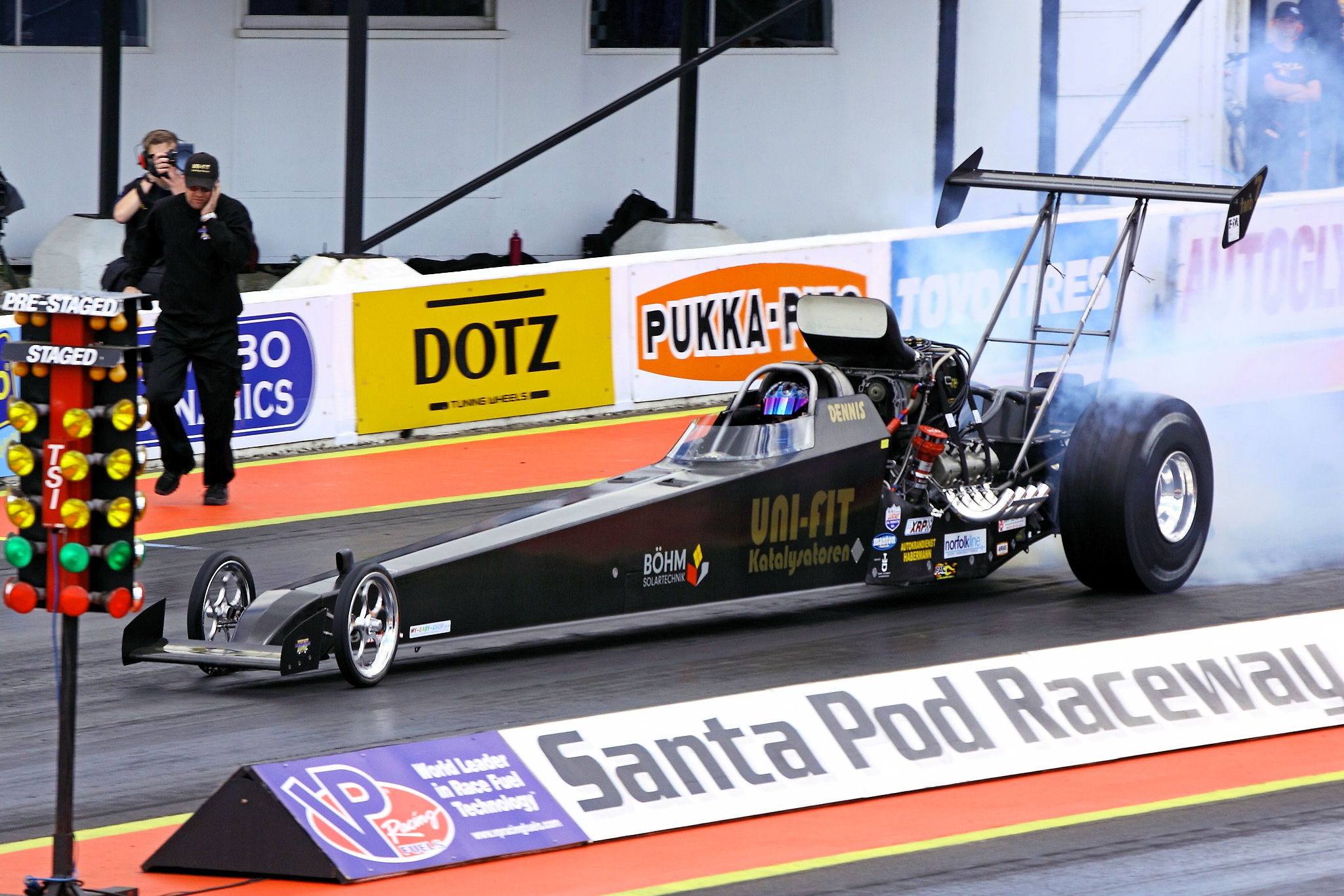
Der aerodynamisch arbeitende Air Foil eines TMD …
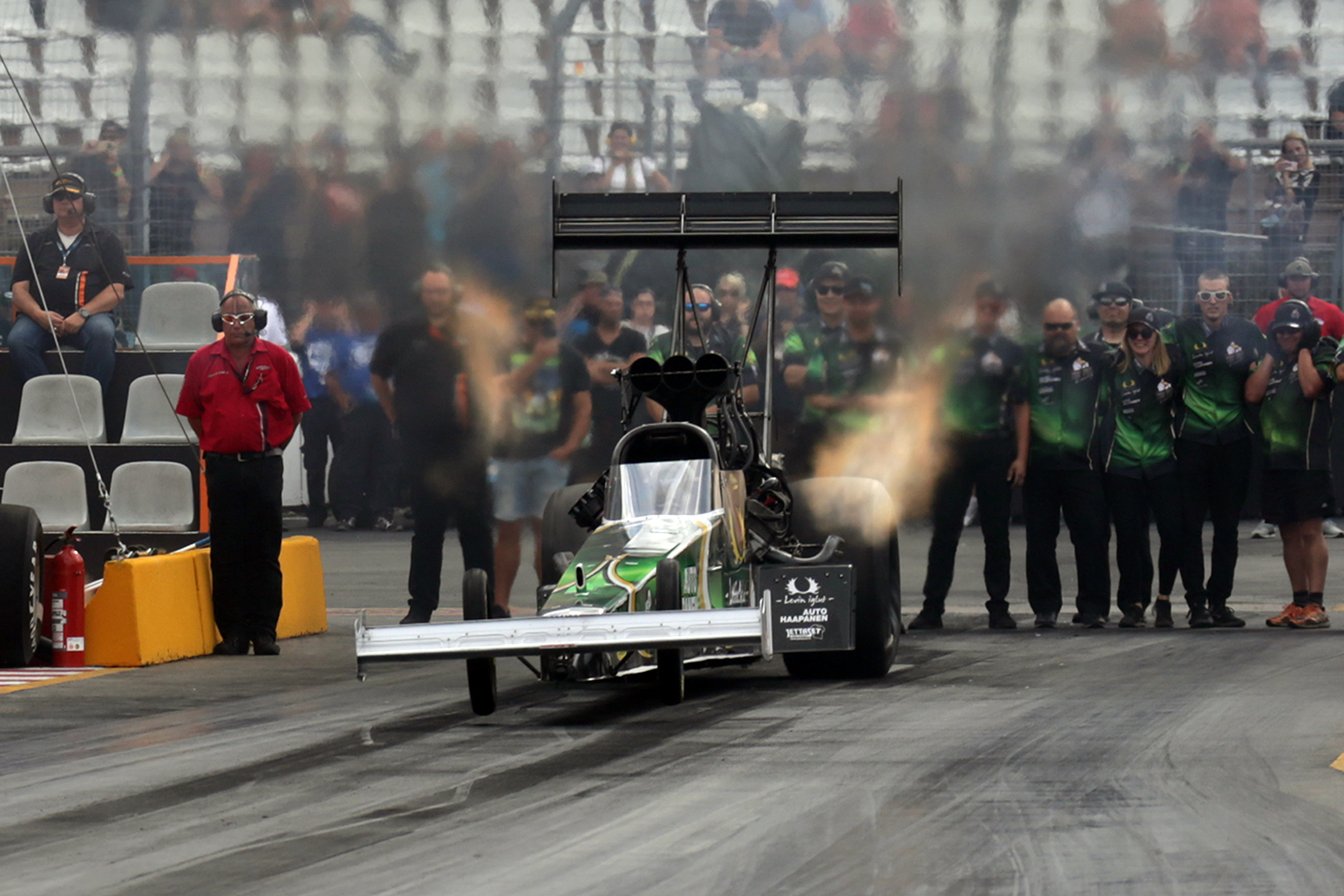
… im Gegensatz dazu der Rear Wing eines TF mit dem Luftwiderstands-Hebel-Prinzip